# 9º Gruppo artiglieria pesante "Rovigo"
Il 9º Gruppo artiglieria pesante "Rovigo" (Gr.A.Pe.) di Verona aveva la sede operativa presso la caserma "M.O.V.M. Ten. Ugo Passalacqua".

## Motto
"Intimas hostium vias igne petimus" (traduzione: "Col nostro fuoco non diamo tregua al nemico e ne distruggiamo i più riposti recessi")

## Stemma

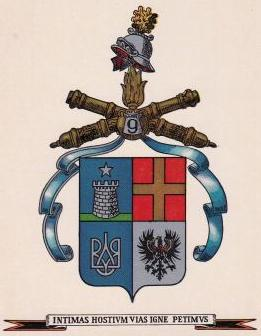
Stemma del 9º Gruppo artiglieria pesante "Rovigo" dal 15 giugno 1979 al 9 febbraio 1987

### Scudo
È costituito da quattro elementi diversi, ciascuno a sé stante, corrispondenti alle origini ed ai fatti storici e territoriali più significativi.
- Nel 1º quarto sono stati inseriti il simbolo delle origini e delle caratteristiche peculiari dell'Unità che per aver avuto una chiara derivazione ed una cospicua eredità dal 3º Reggimento Artiglieria da Costa e per essere stato impiegato sia nell'originario 6º Centro Contraerei, sia in seguito, in azioni da fermo, può bene materializzarsi in una torre salda e quindi d'argento e munita, e perciò merlata, fondata su campagna di verde, la Stella d'argento a cinque punte è riferimento alle Campagne dell'Unità Italiana e sottolinea, quindi, la tradizione risorgimentale. la torre ha come campo naturale l'azzurro che è il simbolo del Valor Militare.
- Il 2º quarto riporta lo stemma della città di Messina, rosso con croce d'oro, che rappresenta il legame storico con questa città ed esprime il prestigio acquistato.
- Il 3º quarto ricorda il legame storico con la terra di Russia che viene rappresentato con il tridente bizantino di Ucraina d'argento in campo azzurro.
- Nel 4º quarto trova posto lo stemma della Città di Trento per ricordare il legame territoriale con questa città ove l'Unità è rimasta stabilmente dopo la ricostituzione.

### Ornamenti esteriori
Sopra lo scudo, il fregio dell'Arma di Artiglieria, Specialità Pesante, con l'indicazione del numero dell'Unità su piastrina d'argento, sormontato da un elmo antico posto di profilo, cimato da tre foglie di quercia. Ai lati dello scudo, annodati sotto il fregio, due nastri di azzurro svolazzanti, di cui quello di destra filettato d'argento, che rappresentano le decorazioni al Valore Militare concesse alla Bandiera.
Sotto, su lista d'argento con estremità bifide di nero e di oro, il motto: "Intimas hostium vias igne petimus".

## Origini e vicende militari
Le origini provengono da:
Batteria di Artiglieria da Piazza + Compagnie di Artiglieria da Fortezza
8º Reggimento Artiglieria da Fortezza (Bologna, 01.10.1910) + 12° & 13° Compagnie del 1º Reggimento Artiglieria da Fortezza + 10° e 11° Compagnie del 7º Reggimento Artiglieria da Fortezza
6º Reggimento Artiglieria Pesante (01.03.1920)
6º Reggimento Artiglieria Pesante Misto (30.06.1923)
3º Reggimento Artiglieria Pesante (31.10.1926)
3º Reggimento Artiglieria d'Armata (01.10.1934 / 08.09.1943)
3º Reggimento Artiglieria Pesante Campale
3º Reggimento Artiglieria Pesante (01.11.1955)

### I nomi del Reparto
- 6º Centro Contraerei (dall'ottobre 1926 al 31 maggio 1930);
- 9º Reggimento Artiglieria Pesante (dal 1º giugno 1930 all'ottobre 1934);
- 9º Reggimento Artiglieria d'Armata (dall'ottobre 1934 al 14 giugno 1937);
- 9º Reggimento Guardia alla Frontiera (dal 15 giugno 1937 al maggio 1940);
- 9º Raggruppamento Artiglieria Guardia alla Frontiera (dal maggio 1940 all'8 settembre 1943);
- 9º Reggimento Artiglieria Pesante (dal 1º settembre 1950 al settembre 1973);
- XV Gruppo Artiglieria Pesante (dal 1959 al 1º ottobre 1975);
- 9º Gruppo Artiglieria Pesante "Rovigo" (dal 1º ottobre 1975 al 28 settembre 1992), dipendente:
  - fino al 28 novembre 1977 dalla III Brigata Missili;
  - fino al 1º novembre 1986 dalla 3ª Brigata Missili "Aquileia";
  - fino al 1º dicembre 1991 dal Comando Artiglieria del 5º Corpo d'Armata
  - fino al 31 luglio 1992 dal 3º Reggimento Artiglieria "Aquileia";
- 9º Gruppo Artiglieria Pesante Campale "Rovigo" (dal 31 luglio 1992 all'8 settembre 1992), dipende 4º Corpo d'Armata Alpino;
- 9º Reggimento Artiglieria Pesante Campale "Rovigo" (dall'8 settembre 1992 al 25 settembre 1995), dipendente dal 4º Corpo d'Armata Alpino.

### 9º Gruppo Artiglieria Pesante "Rovigo"
Il 9º Gr.A.Pe. Gruppo Artiglieria Pesante "Rovigo" si costituisce in Verona come Gruppo Autonomo - nell'ambito della ristrutturazione dell'Esercito Italiano - il 1º ottobre 1975, articolato su:
- 9º Gr.A.Pe. Gruppo Artiglieria Pesante "Rovigo":
  - Comando
  - B.C.S. - Batteria Comando e Servizi
  - 7ª Batteria Obici 203/25
  - 8ª Batteria Obici 203/25

con personale e mezzi del XV Gruppo Artiglieria Pesante.
Il 10 ottobre 1976 eredita la Bandiera di Guerra e le tradizioni del disciolto 9º Reggimento Artiglieria Pesante.
L'Unità riallaccia le proprie tradizioni:
- sia al 9º Reggimento Artiglieria Pesante
- sia al 9º Raggruppamento Artiglieria d'Armata.

Il 15 giugno 1979 gli viene consegnato lo Stemma Araldico.
Il 10 agosto 1982 eredita dal 1º Gruppo Artiglieria Pesante "Adige" la sua 8ª Batteria, che diverrà la 3ª Batteria "Lupi di Elvas".
Le preesitenti 7ª e 8ª Batterie prenderanno il nome di 1ª e 2ª Batteria. La B.C.S. resta tale:
- 9º Gr.A.Pe. Gruppo Artiglieria Pesante "Rovigo"
  - Comando
  - B.C.S. - Batteria Comando e Servizi
  - 1ª Batteria Obici 203/25
  - 2ª Batteria Obici 203/25
  - 3ª Batteria Obici 203/25 "Lupi di Elvas"

Il 31 luglio 1992, il 9º Gr.A.Pe. lascia il 5º Corpo d'Armata, aggregandosi al 4º Corpo d'Armata Alpino.

### 9º Reggimento Artiglieria Pesante Campale "Rovigo"
Nell'ambito del riordino delle Forze Armate il 9º Gr.A.Pe. perde la sua autonomia l'8 settembre 1992 ed il 9 settembre 1992 viene inquadrato nel nascente 9º Reggimento Artiglieria Pesante Campale "Rovigo" in Verona:
Il Reggimento riceve il cappello alpino ed i fregi e le mostreggiature dell'artiglieria da montagna, trasformandosi in pesante campale e riarmandosi con Obici da 155/39-FH70 a traino meccanico.
Il Reggimento costituisce unità di supporto generale del 4º Corpo d'Armata Alpino.
Dal 31 ottobre 1993 al 13 gennaio 1994 il Reggimento è impegnatocon un reparto di formazione nell'Operazione "Vespri Siciliani" in concorso al controllo del territorio a Palermo.
La 3ª Batteria è rinominata "Ardita".

### XV Gruppo Artiglieria Pesante
Il XV Gruppo Artiglieria Pesante, autonomo, nasce il 1º ottobre 1959 a Brescia dal III Gruppo Artiglieria Pesante del 3º Reggimento Artiglieria Pesante, e fu così articolato:
- XV Gruppo Artiglieria Pesante:
  - Comando
  - Reparto Comando
  - 7ª Batteria Obici da 203/25
  - 8ª Batteria Obici da 203/25

Nel 1968 si trasferisce a Verona, prima nella Caserma "Mastino della Scala" e poi nella Caserma "M.O.V.M. Ten. Ugo Passalacqua", e si scioglierà il 1º ottobre 1975 trasformandosi nel 9º Gruppo Artiglieria Pesante "Rovigo".

### XIV Gruppo Artiglieria Pesante
Il XIV Gruppo Artiglieria Pesante, autonomo, nasce il 1º settembre 1962 a Trento dal III Gruppo Artiglieria Pesante del 9º Reggimento Artiglieria Pesante, e fu così articolato:
- XIV Gruppo Artiglieria Pesante:
  - Comando
  - Reparto Comando
  - 7ª Batteria Obici da 203/25
  - 8ª Batteria Obici da 203/25

Il 1º ottobre 1975 si trasferisce ad Elvas trasformandosi nel 1º Gruppo Artiglieria Pesante "Adige", articolato in 3 Batterie:
- 1º Gruppo Artiglieria Pesante "Adige":
  - B.C.S. - Batteria Comando e Servizi
  - 7ª Batteria Obici da 203/25
  - 8ª Batteria Obici da 203/23

che si scioglierà il 31 luglio 1983.

### 6º Centro Contraerei
Il 6º Centro Contraerei si costituisce il 1º novembre 1926 in Rovigo per effetto della Legge nº 396 dell'11 marzo 1926.
Il 1º gennaio 1927 è così formato:
- 6º Centro Contraerei:
  - I Gruppo Contraerei Autocampale da 75/27 C.K. (cannone)
  - II Gruppo Artiglieria da Posizione
  - Reparto Fotoelettricisti
  - Deposito

costituito con il IV Gruppo Contraerei di Mestre del 2º Deposito Scuola Contraerei di Mestre ed un Gruppo del disciolto XIV Reggimento Artiglieria Pesante Campale, divenuto II Gruppo Artiglieria da Posizione del 6º Centro Contraerei.
Successivamente il 31 marzo 1930 è così formato:
- 6º Centro Contraerei:
  - Comando
  - II Gruppo Artiglieria da Posizione
  - Deposito

cedendo il Gruppo Autocampale ed il Reparto Fotoelettricisti al IX Centro Contraerei.
Successivamente il 1º aprile 1930 è così formato:
- 6º Centro Contraerei:
  - Comando
  - II Gruppo Artiglieria da Posizione
  - III Gruppo Artiglieria da Posizione
  - Deposito

acquisendo un Gruppo da Posizione dall'6ºII Centro Contraerei.

### 9º Reggimento Artiglieria Pesante

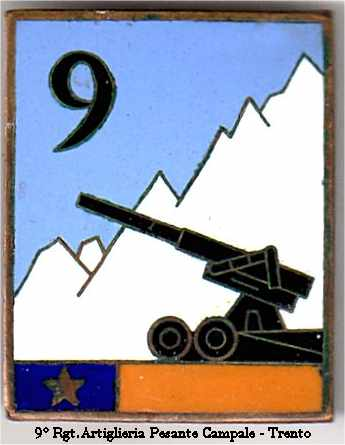
Distintivo pettorale del 9º Reggimento Artiglieria Pesante Campale "Rovigo", dall'8 settembre 1992 al 25 settembre 1995

Il 1º giugno 1930, per effetto della Circolare del Ministero della Guerra nº 8000 del 23 aprile 1930, il VI Centro Contraerei modifica la propria denominazione in 9º Reggimento Artiglieria Pesante, con sede a Rimini:
- 9º Reggimento Artiglieria Pesante:
  - Comando
  - I Gruppo Artiglieria Pesante:
    - 1ª Batteria Artiglieria Pesante
    - 2ª Batteria Artiglieria Pesante

  - II Gruppo Artiglieria Pesante:
    - 3ª Batteria Artiglieria Pesante
    - 4ª Batteria Artiglieria Pesante
    - 5ª Batteria Artiglieria Pesante

  - IV Gruppo Artiglieria Pesante da Posizione:
    - 7ª Batteria Artiglieria Pesante da Posizione
    - 8ª Batteria Artiglieria Pesante da Posizione

Il 15 giugno 1930, riceve dal 3º Reggimento Artiglieria da Costa un Gruppo, di cui fa parte una Batteria che aveva combattuto nelle Campagne del Risorgimento, che si trasforma in Gruppo Pesante da Posizione, essendo così costituito:
- 9º Reggimento Artiglieria Pesante:
  - Comando
  - I Gruppo Artiglieria Pesante:
    - 1ª Batteria Artiglieria Pesante
    - 2ª Batteria Artiglieria Pesante

  - II Gruppo Artiglieria Pesante:
    - 3ª Batteria Artiglieria Pesante
    - 4ª Batteria Artiglieria Pesante
    - 5ª Batteria Artiglieria Pesante

  - IV Gruppo Artiglieria Pesante da Posizione:
    - 7ª Batteria Artiglieria Pesante da Posizione
    - 8ª Batteria Artiglieria Pesante da Posizione

Il 10 aprile 1931 la numerazione dei Gruppi II e IV cambiano così:
- 9º Reggimento Artiglieria Pesante:
  - Comando
  - I Gruppo Artiglieria Pesante:
    - 1ª Batteria Artiglieria Pesante
    - 2ª Batteria Artiglieria Pesante

  - II Gruppo Artiglieria Pesante:
    - 5ª Batteria Artiglieria Pesante
    - 6ª Batteria Artiglieria Pesante
    - 9ª Batteria Artiglieria Pesante

  - IV Gruppo Artiglieria Pesante da Posizione:
    - 13ª Batteria Artiglieria Pesante da Posizione
    - 14ª Batteria Artiglieria Pesante da Posizione

Il 16 maggio 1931 si costituì la 10ª Batteria, creando così il III Gruppo:
- 9º Reggimento Artiglieria Pesante:
  - Comando
  - I Gruppo Artiglieria Pesante:
    - 1ª Batteria Artiglieria Pesante
    - 2ª Batteria Artiglieria Pesante

  - II Gruppo Artiglieria Pesante:
    - 5ª Batteria Artiglieria Pesante
    - 6ª Batteria Artiglieria Pesante

  - III Gruppo Artiglieria Pesante:
    - 9ª Batteria Artiglieria Pesante
    - 10ª Batteria Artiglieria Pesante

  - IV Gruppo Artiglieria Pesante da Posizione:
    - 13ª Batteria Artiglieria Pesante da Posizione
    - 14ª Batteria Artiglieria Pesante da Posizione

Il 15 settembre 1931 il II Gruppo Contraerei del disciolto 12º Centro Contraerei passò alle dipendenze del 9º Reggimento Artiglieria Pesante, creando così il V Gruppo:
- 9º Reggimento Artiglieria Pesante:
  - Comando
  - I Gruppo Artiglieria Pesante:
    - 1ª Batteria Artiglieria Pesante
    - 2ª Batteria Artiglieria Pesante

  - II Gruppo Artiglieria Pesante:
    - 5ª Batteria Artiglieria Pesante
    - 6ª Batteria Artiglieria Pesante

  - III Gruppo Artiglieria Pesante:
    - 9ª Batteria Artiglieria Pesante
    - 10ª Batteria Artiglieria Pesante

  - IV Gruppo Artiglieria Pesante da Posizione:
    - 13ª Batteria Artiglieria Pesante da Posizione
    - 14ª Batteria Artiglieria Pesante da Posizione

  - V Gruppo Artiglieria Pesante (distaccato a Zara):
    - 17ª Batteria Artiglieria Pesante
    - 18ª Batteria Artiglieria Pesante

Il 17 ottobre 1932 il Comando, il I Gruppo ed il IV Gruppo vengono dislocato a Belluno.
Il 1º novembre 1932 il V Gruppo Artiglieria Pesante passò alle dipendenze del 3º Reggimento Artiglieria Pesante.

### 9º Reggimento Artiglieria d'Armata

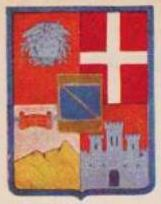
Stemma del 9º Reggimento Artiglieria d'Armata del Regio Esercito Italiano (1938)

Nell'ottobre 1934 il 9º Reggimento Artiglieria Pesante prende il nome di 9º Reggimento Artiglieria d'Armata.
Il 1º gennaio 1935 riacquista il V Gruppo Artiglieria Pesante.
Nell'aprile 1936 vengono costituite 4 batterie da posizione:
- 226ª Batteria Artiglieria Pesante da Posizione
- 227ª Batteria Artiglieria Pesante da Posizione
- 246ª Batteria Artiglieria Pesante da Posizione
- 247ª Batteria Artiglieria Pesante da Posizione

che vennero poi subito trasferite al 2º Reggimento Artiglieria Coloniale di stanza in Libia

### 9º Reggimento Artiglieria Guardia alla Frontiera
Dal 15 giugno 1937, per effetto della Circolare del Ministero della Guerra nº 30780 del 13.05.1937, muta compiti ed organici e diviene 9º Reggimento Artiglieria Guardia alla Frontiera (G.a F.), rimanendo formato su tre Gruppi:
- 9º Reggimento Guardia alla Frontiera:
  - 1º Gruppo di Batterie Sempre Pronte
  - 2º Gruppo di Batterie Sempre Pronte
  - 3º Gruppo di Batterie Sempre Pronte

Il 1º maggio 1938 la sede si trasferisce a Gorizia.
Il Deposito diviene il Deposito Misto della G.a F. come centro di mobilitazione di tutte le unità di fanteria, artiglieria e genio della nuova specialità dislocate nel Corpo d'Armata di Udine.
Nel corso della Seconda guerra mondiale (1940-1943) il Deposito del Reggimento/Raggruppamento ed i Depositi Settoriali di Cividale, Aidussina e Vipacco provvedono alla costituzione dei:
- Comandi di Raggruppamento Artiglieria Guardia alla Frontiera:
  - 9º
  - 17º
- Comandi di Gruppo Artiglieria Guardia alla Frontiera:
  - XLIX
  - L
  - LI
  - LII
  - LVI
  - LVIII
  - LX
  - LXI
  - LXII
  - LXIV
  - LXV
  - LXVI
  - LXXIV
- varie Batterie

### 9º Raggruppamento Artiglieria Guardia alla Frontiera
Il 28 maggio 1940, a Gorizia, assume il nome di 9º Raggruppamento Artiglieria Guardia alla Frontiera, alle dipendenze tattiche del Comando Artiglieria di Armata della 2ª Armata, è così costituito:
- 9º Raggruppamento Artiglieria Guardia alla Frontiera:
  - Comando
  - Reparto Comando
  - LII Gruppo Artiglieria Pesante Campale Guardia alla Frontiera:
    - 191ª Batteria Obici Pesanti Campali da Posizione da 149/12
    - 193ª Batteria Obici Pesanti Campali da Posizione da 149/12

  - LVIII Gruppo Artiglieria Pesante Guardia alla Frontiera:
    - 151ª Batteria Cannoni Pesanti da Posizione da 149/35
    - 153ª Batteria Cannoni Pesanti da Posizione da 149/35

  - LXI Gruppo Artiglieria Campale Guardia alla Frontiera:
    - 306ª Batteria Obici Campali da Posizione da 100/17
    - 307ª Batteria Obici Campali da Posizione da 100/17
    - 319ª Batteria Obici Campali da Posizione da 100/17

  - LXIV Gruppo Artiglieria Campale Guardia alla Frontiera:
    - 308ª Batteria Obici Campali da Posizione da 100/17
    - 309ª Batteria Obici Campali da Posizione da 100/17

venendo dislocato lungo la frontiera orientale, nella zona di Idria.
Dopodiché si accrebbe fino ad avere questa configurazione:
- 9º Raggruppamento Artiglieria Guardia alla Frontiera:
  - Comando
  - Reparto Comando
  - LII Gruppo Artiglieria Pesante Campale Guardia alla Frontiera:
    - 191ª Batteria Obici Pesanti Campali da Posizione da 149/12
    - 193ª Batteria Obici Pesanti Campali da Posizione da 149/12

  - LVI Gruppo Artiglieria Pesante Guardia alla Frontiera:
    - 152ª Batteria Cannoni Pesanti da Posizione da 149/35
    - 158ª Batteria Cannoni Pesanti da Posizione da 152/45
    - 161ª Batteria Cannoni Pesanti da Posizione da 149/35

  - LVIII Gruppo Artiglieria Pesante Guardia alla Frontiera:
    - 151ª Batteria Cannoni Pesanti da Posizione da 149/35
    - 153ª Batteria Cannoni Pesanti da Posizione da 149/35

  - LXI Gruppo Artiglieria Campale Guardia alla Frontiera:
    - 306ª Batteria Obici Campali da Posizione da 100/17
    - 307ª Batteria Obici Campali da Posizione da 100/17
    - 319ª Batteria Obici Campali da Posizione da 100/17

  - LXII Bis Gruppo Artiglieria Pesante Guardia alla Frontiera:
    - 125ª Batteria Cannoni Pesanti da Posizione da 152/45
    - 156ª Batteria Cannoni Pesanti da Posizione da 152/45

  - LXIV Gruppo Artiglieria Campale Guardia alla Frontiera:
    - 308ª Batteria Obici Campali da Posizione da 100/17
    - 309ª Batteria Obici Campali da Posizione da 100/17

  - LXXIV Gruppo Artiglieria Campale Guardia alla Frontiera:
    - 94ª Batteria Cannoni Campali da Posizione da 75/27 (il 16 giugno 1940 passò al LXIV Gruppo)

  - 158ª Batteria Autonoma Obici Campali da Posizione da 153/45
  - 184ª Batteria Autonoma Cannoni Pesanti da Posizione da 149/35

Il 9 Luglio 1940 il Comando della 2ª Armata riassegna il 9º Raggruppamento Artiglieria Guardia alla Frontiera alle direttive di schieramento difensivo per il settore di copertura al XI Corpo d'Armata:
- 9º Raggruppamento Artiglieria Guardia alla Frontiera:
  - Comando
  - Reparto Comando
  - L Gruppo Artiglieria Campale Guardia alla Frontiera:
    - 87ª Batteria Cannoni Campali da Posizione da 75/27
    - 88ª Batteria Cannoni Campali da Posizione da 75/27

  - LI Gruppo Artiglieria Campale Guardia alla Frontiera:
    - 303ª Batteria Obici Campali da Posizione da 100/17
    - 304ª Batteria Obici Campali da Posizione da 100/17
    - 305ª Batteria Obici Campali da Posizione da 100/17

  - LII Gruppo Artiglieria Pesante Campale Guardia alla Frontiera:
    - 191ª Batteria Obici Pesanti Campali da Posizione da 149/12
    - 193ª Batteria Obici Pesanti Campali da Posizione da 149/12

  - LVI Gruppo Artiglieria Pesante Guardia alla Frontiera:
    - 152ª Batteria Cannoni Pesanti da Posizione da 149/35
    - 161ª Batteria Cannoni Pesanti da Posizione da 149/35
    - 158ª Batteria Cannoni Pesanti da Posizione da 152/45

  - LVIII Gruppo Artiglieria Pesante Guardia alla Frontiera:
    - 151ª Batteria Cannoni Pesanti da Posizione da 149/35
    - 153ª Batteria Cannoni Pesanti da Posizione da 149/35

  - LXIV Gruppo Artiglieria Campale Guardia alla Frontiera:
    - 94ª Batteria Cannoni Campali da Posizione da 75/27
    - 308ª Batteria Obici Campali da Posizione da 100/17
    - 309ª Batteria Obici Campali da Posizione da 100/17

Il 6 aprile 1941 il 9º Raggruppamento Artiglieria Guardia alla Frontiera, fu dislocato al Fronte Giulia, dei Settori di Copertura XVII "Tarvisio", XXI "Alto Isonzo", XXII "Idria" e XXIII "Postumia", del Settore Operativo Nord-Orientale del Vallo Alpino del Littorio, nel tratto tra il Valico di Coccau ed il Monte Grosso (Debeli Vrh), affidato alle dirette dipendenze del XI Corpo d'Armata della 2ª Armata:
- 9º Raggruppamento Artiglieria Guardia alla Frontiera:
  - Comando
  - Reparto Comando
  - LVI Gruppo Artiglieria Pesante Guardia alla Frontiera:
    - 124ª Batteria Cannoni Pesanti da Posizione da 152/45
    - 152ª Batteria Cannoni Pesanti da Posizione da 149/35
    - 158ª Batteria Cannoni Pesanti da Posizione da 152/45
    - 161ª Batteria Cannoni Pesanti da Posizione da 149/35
    - 184ª Batteria Cannoni Pesanti da Posizione da 149/35

  - LVIII Gruppo Artiglieria Pesante Guardia alla Frontiera:
    - 151ª Batteria Cannoni Pesanti da Posizione da 149/35
    - 153ª Batteria Cannoni Pesanti da Posizione da 149/35

  - LXII Bis Gruppo Artiglieria Pesante Guardia alla Frontiera:
    - 125ª Batteria Cannoni Pesanti da Posizione da 152/45
    - 156ª Batteria Cannoni Pesanti da Posizione da 152/45

  - LXXIV Gruppo Artiglieria Campale Guardia alla Frontiera:
    - 94ª Batteria Cannoni Campali da Posizione da 75/27

Modifica il proprio organico e nel gennaio 1942 è così costituito:
- 9º Raggruppamento Artiglieria Guardia alla Frontiera:
  - Comando
  - Reparto Comando
  - LII Gruppo Artiglieria Pesante Campale Guardia alla Frontiera:
    - 191ª Batteria Obici Pesanti Campali da Posizione da 149/12
    - 193ª Batteria Obici Pesanti Campali da Posizione da 149/12

  - LXXIV Gruppo Artiglieria Campale Guardia alla Frontiera:
    - 94ª Batteria Cannoni Campali da Posizione da 75/27

Ridotto nei primi mesi del 1943:
- 9º Raggruppamento Artiglieria Guardia alla Frontiera:
  - Comando
  - Reparto Comando
  - LXXIV Gruppo Artiglieria Campale Guardia alla Frontiera(quadro)
    - 94ª Batteria Cannoni Campali da Posizione da 75/27 (quadro)

si trova nei pressi di Longatico, in territorio jugoslavo, e l'8 settembre 1943, all'annuncio radiofonico del Proclama di Pietro Badoglio dell'Armistizio di Cassibile, si scioglie.

### 17º Raggruppamento Artiglieria Guardia alla Frontiera
Il Comando del 17º Raggruppamento Artiglieria Guardia alla Frontiera si costituisce contemporaneamente al 9º Raggruppamento Artiglieria Guardia alla Frontiera, ed è subito inviato nei pressi di Postumia dove assume alle dipendenze:
- 17º Raggruppamento Artiglieria Guardia alla Frontiera:
  - Comando
  - Reparto Comando
  - LXII Gruppo Artiglieria Campale di Settore:
    - 310ª Batteria Obici Campali da Posizione da 100/17
    - 311ª Batteria Obici Campali da Posizione da 100/17

  - LXV Gruppo Artiglieria Mista di Settore:
    - 86ª Batteria Cannoni Campali da Posizione da 75/27
    - 90ª Batteria Cannoni Campali da Posizione da 75/27
    - 174ª Batteria Mortai Pesanti da Posizione da 210/8
    - 190ª Batteria Obici Pesanti Campali da Posizione da 149/12

  - LXVI Gruppo Artiglieria Campale di Settore:
    - 320ª Batteria Obici Campali da Posizione da 100/17
    - 321ª Batteria Obici Campali da Posizione da 100/17

Il 6 aprile 1941 il 17º Raggruppamento Artiglieria Guardia alla Frontiera, fu dislocato al Fronte Giulia, nei Sottosettori XXIII/a "Vipacco" e XXIII/b "Postumia" del XXIII Settore di Copertura "Postumia", del Settore Operativo Nord-Orientale del Vallo Alpino del Littorio, nel tratto tra la Strada Zolla ed il Monte Grosso (Debeli Vrh), affidato alle dirette dipendenze della 2ª Armata.
Nei primi mesi del 1943 è dislocato a Rakek, vicino Lubiana, nell'allora Provincia di Lubiana italiana, oggi Slovenia, ed inquadra ancora:
- 17º Raggruppamento Artiglieria Guardia alla Frontiera:
  - Comando
  - Reparto Comando
  - LXII Gruppo Artiglieria Campale di Settore:
    - 310ª Batteria Obici Campali da Posizione da 100/17
    - 311ª Batteria Obici Campali da Posizione da 100/17

  - LXV Gruppo Artiglieria Mista di Settore (quadro):
    - 86ª Batteria Cannoni Campali da Posizione da 75/27 (quadro)
    - 90ª Batteria Cannoni Campali da Posizione da 75/27 (quadro)
    - 174ª Batteria Mortai Pesanti da Posizione da 210/8 (quadro)
    - 190ª Batteria Obici Pesanti Campali da Posizione da 149/12 (quadro)

  - LXVI Gruppo Artiglieria Campale di Settore:
    - 320ª Batteria Obici Campali da Posizione da 100/17
    - 321ª Batteria Obici Campali da Posizione da 100/17

L'8 settembre 1943, all'annuncio radiofonico del Proclama di Pietro Badoglio dell'Armistizio di Cassibile, si scioglie.

### 9º Reggimento Artiglieria Pesante
Il 1º settembre 1950 si ricostituisce in Verona con il nome di 9º Reggimento Artiglieria Pesante:
- 9º Reggimento Artiglieria Pesante:
  - Comando
  - Reparto Comando
  - I Gruppo Obici da 155/23
  - II Gruppo Obici da 155/23

Il 9 marzo 1951 assume anche le tradizioni del 9º Raggruppamento Artiglieria d'Armata per perpetuarle nell'ambito della specialità.
Nel secondo semestre 1951:
- 9º Reggimento Artiglieria Pesante:
  - Comando
  - Reparto Comando
  - I Gruppo Obici da 155/23
  - II Gruppo Obici da 155/23
  - III Gruppo Cannoni da 155/45
  - IV Gruppo Cannoni da 155/45

Nell'agosto 1951 viene trasferito a Trento.
Dal 5 dicembre 1952 è così costituito:
- 9º Reggimento Artiglieria Pesante:
  - Comando
  - Reparto Comando
  - I Gruppo Obici da 210/22
  - II Gruppo Cannoni da 155/45
  - III Gruppo Cannoni da 155/45
  - V Gruppo Obici da 155/23
  - VI Gruppo Obici da 155/23

Questi ultimi due Gruppi, nel giugno 1953, vengono trasferiti il V Gruppo al 33º Reggimento Artiglieria Campale ed il VI Gruppo al 21º Reggimento Artiglieria Campale
Dal 1º novembre 1954 è così costituito:
- 9º Reggimento Artiglieria Pesante:
  - Comando
  - Reparto Comando
  - I Gruppo Obici da 210/22
  - II Gruppo Cannoni da 155/45
  - III Gruppo Cannoni da 155/45
  - Sezione Aerei Leggeri (S.A.L.)

Dal 1º settembre 1962 il III Gruppo Cannoni da 155/45 (meno la 10ª Batteria) passano alle dipendenze di impiego della III Brigata Missili
Nel marzo 1963 la Sezione Aerei Leggeri (S.A.L.) viene ceduta.
Il 30 settembre 1973 viene sciolto.
Il rimanenti tre Gruppi vengono trasferiti il I Gruppo e II Gruppo al 4º Reggimento Artiglieria Pesante Campale in trento ed il III Gruppo al 52º Reggimento Artiglieria Campale in Brescia.

### 9º Raggruppamento Artiglieria d'Armata
Il 9º Raggruppamento Artiglieria d'Armata si costituisce nel settembre 1939 in Piacenza, per effetto della Circolare del Comando del Corpo di Stato Maggiore nº 37800 del 2 settembre 1939, dal Deposito del IV Reggimento Artiglieria d'Armata ed opererà alle dipendenze del I Corpo d'Armata (Comandante dell'Artiglieria di C.A. Colonnello i.g.s. A. Sardi) della 4ª Armata, nell'offensiva contro l'Armata Francese delle Alpi sul Fronte Alpino Occidentale, nel 2° Settore Operativo "Moncenisio-Bardonecchia": dalla Roccia Melone al Rocher Charniers, nel Sottosettore Operativo B "Bardonecchia", ai comandi del suo Comandante Colonnello E. Sesini, in questa configurazione:
- 9º Raggruppamento Artiglieria d'Armata:
  - Comando
  - Reparto Comando
  - II Gruppo da 105/28
  - XV Gruppo da 149/35
  - XXIV Gruppo da 105/28
  - LX Gruppo da 152/13
  - CII Gruppo da 149/13

Dismesso, viene di nuovo mobilitato con la Circolare nº 33200 del 24.12.1940, ed il 15 gennaio 1941 è su:
- 9º Raggruppamento Artiglieria d'Armata:
  - Comando
  - Reparto Comando

Dal 5 aprile 1941 partecipa, alle dipendenze del VI Corpo d'Armata della 2ª Armata, all'offensiva per l'eliminazione dell'Esercito jugoslavo, partendo da San Pietro del Carso.
Il 13 maggio 1941 è trasferito a Lodi.
Dal 30 settembre 1941 è inviato in difesa costiera in Liguria e del Porto di Savona, alle dipendenze della I Brigata Costiera del XV Corpo d'Armata, con Comando nei pressi di Savona:
- 9º Raggruppamento Artiglieria d'Armata:
  - Comando
  - Reparto Comando
  - V Gruppo da 105/28
  - VI Gruppo da 105/28
  - C Gruppo Artiglieria Guardia a lla Frontiera
  - CV Gruppo Artiglieria Guardia a lla Frontiera
  - CVI Gruppo Artiglieria Guardia a lla Frontiera

Nell'aprile 1942 rientra a Piacenza, dove si prepara alla partenza per la Russia con l'8ª Armata
Inviato in Russia nell'estate 1942, con i Gruppi:
- 9º Raggruppamento Artiglieria d'Armata:
  - Comando
  - Reparto Comando
  - XXIV Gruppo Cannoni da 149/28 (12 pezzi)
  - L Gruppo Cannoni da 149/28 (12 pezzi)
  - XXXI Gruppo Cannoni da 149/40
  - XXXII Gruppo Cannoni da 149/40
  - XXXIV Gruppo Cannoni da 149/40
- LXXIII Gruppo Obici da 210/22

alle dipendenze dell'VIII Armata ARMIR, partecipa alle operazioni sul Don e nella successiva ritirata.
Viene decorato con la Medaglia d'Argento al Valor Militare.
Rientrato nella sede di Piacenza a partire dal 14 maggio 1943, viene disciolto il 31 maggio 1943.

## Campagne di Guerra e Fatti d'Arme
- Centro-Meridione (1860/1861):

L'VIII Compagnia del II Reggimento Artiglieria da Piazza, diventata poi la XIII Batteria del III Reggimento da Costa e trasferita al 9º Reggimento Artiglieria Pesante nel 1930, partecipa all'assedio di Messina.
- Africa Orientale (1935/1936)

Il 9º Raggruppamento Artiglieria d'Armata fornisce a Reparti vari mobilitati, 7 Ufficiali e 291 Soldati. Trasferisce, inoltre, nell'aprile 1936 al II Reggimento Artiglieria Coloniale, dislocato in Libia, quattro Batterie da Posizione.
- Seconda guerra mondiale (1940/1945)

Nel 1940 9º Raggruppamento Artiglieria d'Armata viene impiegato nella zona di Bardonecchia (nella Battaglia delle Alpi Occidentali del Fronte Alpino Occidentale).

Nel settembre 1941 il 9º Raggruppamento Artiglieria d'Armata opera nella Zona Nord Ovest del Monte Nevoso (Fronte Jugoslavo) e partecipa alla difesa costiera dell'Area Savona/Imperia.

Nel 1941 il 9º Raggruppamento Artiglieria Guardia alla Frontiera prende parte alle operazioni schierato nella zona di confine a Gorizia e Montenero d'Idra.

Nel 1942 il 9º Raggruppamento Artiglieria d'Armata viene impiegato sul Fronte Russo: Ansa del Don di Wer Mamon, Getintsche, Bogutschar, Tscherkowo, Krasnogorodwka, Monastyrschetschipa, Bogomoloff, Konowaloff, Frolowskij, Nova Kristoj - Werk, Ssingin, Jagodnij, Nova Astachoff, Kaschary.

Nel 1942/1943 il 9º Raggruppamento Artiglieria Guardia alla Frontiera partecipa in Jugoslavia e nell'area di confine della Venezia Giulia, alle operazioni di controguerriglia nella zona di Longatico, Monte Selenca, Ivanje.

## Sede operativa
Il 9º Gr.A.Pe. Gruppo Artiglieria Pesante "Rovigo", aveva come ultima sua sede operativa la Caserma "M.O.V.M. Ten. Ugo Passalacqua" (il tenente Passalacqua era Comandante di Compagnia del IV Battaglione Carri M 13/40 e morì a Klisura - Fronte Greco-Albanese - il 27 gennaio 1941, azione per cui fu decorato con M.O.V.M. Medaglia d'Oro al Valor Militare).
La Caserma (già in altri tempi chiamata "Campofiore") sorge nei pressi dell'antico "Campo Marzio" di Verona, luogo utilizzato fin dall'epoca romana come zona di addestramento militare per le truppe di stanza nella città.
Verso la fine del XII secolo l'Area dell'odierna "Passalacqua" fu racchiusa entro le mura cittadine costruite da Alberto della Scala, oramai Signore di Verona. I resti di queste mura sono tuttora visibili per un buon tratto all'interno della Caserma stessa.
Al tempo degli Scaligeri la zona della "Passalacqua" cominciò a chiamarsi "Campofiore", perché coltivata a orti e giardini.
Nel periodo veneziano (XVI secolo), le vecchie mura scaligere furono inglobate nella rinnovata cinta fortificatoria caratteristica di Verona. Di quel periodo sono esistenti in caserma il piccolo Bastione delle Maddalene (1527) e l'altro ben più poderoso, detto di Campo Marzio (1565).
Nel XVIII secolo il "Campofiore" divenne la sede della Fiera di Verona, che prima si teneva nella zona di Piazza Bra.
Gli austriaci, dal canto loro, rinforzarono nel 1838 il tratto di mura fra Porta Vittoria ed il Bastione di campo Marzio, eseguendo importanti lavori per renderlo più idoneo alle mutate esigenze dell'arte militare. Aprirono, inoltre, nel 1865, la Porta Campofiore, tuttora esistente, per far passare il raccordo ferroviario tra la Stazione di Porta Vescovo e la vicina Caserma "Santa Marta" , sede di Magazzini e di un Panificio Militari. Lo stile della Porta vorrebbe ispirarsi al romanico dell'epoca scaligera.
Restituita al Demanio dello Stato nel 1886, la Caserma "Passalacqua" ha ospitato vari Reparti militari, quasi sempre d'artiglieria.
Dal 1957 al 1966 è stata ceduta in uso al Comando U.S.A. della S.E.T.A.F. (F.T.A.S.E.) e successivamente ha ospitato il Battaglione Genio Pionieri "Legnano" fino all'ottobre 1975.
Inoltre, nel Complesso delle Caserme "Passalacqua / Santa Marta" (a Verona) avevano sede il:
- 9º Gr.A.Pe. Gruppo Artiglieria Pesante "Rovigo" (dipendente dalla 3ª Brigata missili "Aquileia")
- 13º Gr.Ac.O. Gruppo Acquisizione Obiettivi "Aquileia" (dipendente dalla 3ª Brigata "Missili "Aquileia")
- Btg.S.P.T. Battaglione di Supporto Psicologico Tattico "Montegrappa" (dipendente dalla F.T.A.S.E. Forze Terrestri Alleate Sud Europa della N.A.T.O.)
- 4ª Compagnia Sussistenza (dipendente dal Comando Servizi Sussistenza della R.M.N.E. Regione Militare Nord Est)
- Aliquota del 2º Magazzino Misto Tipo A (dipendente dal Comando Servizi Sussistenza della R.M.N.E. Regione Militare Nord Est)
- Aliquota del C.R.C. Centro Raccolta e Collaudi (dipendente dalla 4ª O.R.E. Officina Riparazioni Esercito del Comando Servizi Trasporti Materiali della R.M.N.E. Regione Militare Nord Est)

## Armamento

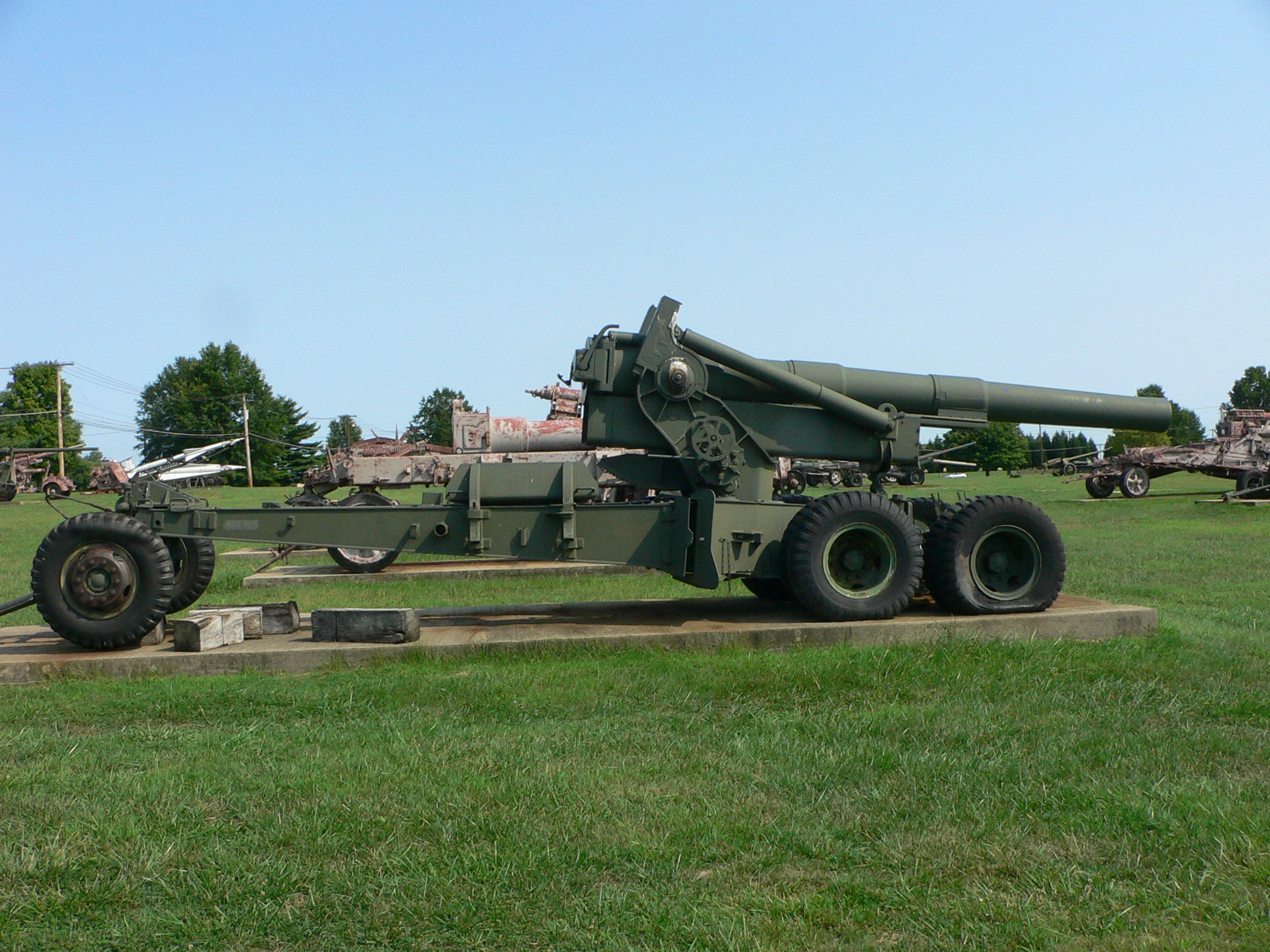
Obice da 203/25 (Howitzer M-115 - 8 Inch),
detto "Cicciobello" o "Vecchio Lupo"

Il 9º Gr.A.Pe. utilizzava obice da 203/25 (Howitzer M-115 - 8 Inch), detti "Cicciobelli" o "Vecchi Lupi", trainati da Trattori FIAT TM 69 6x6.
Per il tiro erano impegnate Granate da 8 pollici H.E. M106 da 203/25.
Le cariche di lancio impiegate erano sette, in cartoccio a sacchetto, di colore verde (M1) e bianco(M2).
Il cartoccio verde comprendeva 5 elementi di carica (dalla 1ª alla 5ª) e quello bianco ne comprendeva altri 3 (dalla 5ª alla 7ª). Con alzo a 45°, carica 7ª e Granata H.E. M106 veniva realizzata la gittata massima di 16.918 metri (velocità iniziale di 594 m/s).

## Munizionamento

Obice (Howitzer) da 203/25 in forza al GRAPE di Verona

Il 9º Gr.A.Pe. "Rovigo" con "Compiti Particolari" (basato su 3 Batterie - ciascuna con 4 Pezzi da 203/25 - che agivano isolatamente, assumendo uno schieramento autonomo in dipendenza dei compiti che le erano assegnati) era Unità Autonoma abilitata al lancio di ordigni nucleari (dal 1972 al 1992) e poteva approvvigionarsi di:
- 30 colpi convenzionali completi per Pezzo, al seguito nei Nuclei Schieramento (NuSchm) dello Scaglione Combattimento (ScC)
- 35 colpi convenzionali completi per Pezzo, ai Nuclei Servizi dello Scaglione Combattimento (ScC)
- 35 colpi convenzionali completi per Pezzo, ai Nuclei Logistici Munizioni Convenzionali dello Scaglione Trasporti (ScTra)
- 35 colpi speciali (nucleari) completi per Pezzo, ai Nuclei Logistici Munizioni Speciali (NuMuSpec) dello Scaglione Trasporti (ScTra)

Quindi, in totale poteva contare su:
- (30 + 35 + 35) colpi convenzionali x 4 pezzi x 3 batterie = 1.200 colpi convenzionali (granate normali)
- 35 colpi speciali x 4 pezzi x 3 batterie = 420 colpi speciali (granate nucleari).

Il Nucleo Logistico Munizioni Speciali (NuMuSpec) dello Scaglione Trasporti (ScTra) si basava su:
- 2 Ufficiali Comandanti di Sezione (di cui 1 Subalterno)
- 3 Sottufficiali Antincendio
- 3 Graduati Artificieri
- 2 Militari di Truppa Specializzati Trasmissioni e Conduttori
- 9 Militari di Truppa Artificieri
- 15 Militari di Truppa Conduttori

Questo Nucleo aveva questi materiali:
- 2 autoveicoli fuoristrada AR con Rimorchio da 1/4ton
- 3 autocarri leggeri ACL (per Nucleo Antincendio)
- 9 autocarri pesanti ACP
- 3 autocarri leggeri ACL Furgonati
- 2 Stazioni Radio Cp./Btg. AN/PRC9

Esso era articolato in 3 Squadre, ciascuna delle quali disponeva degli autocarri pesanti (3 ACP) necessari per il prelevamento ed il trasporto dei proiettili nucleari di dotazione per una Batteria e di 1 autocarro leggero furgonato (1 ACL Furgonato) per il montaggio dei proiettili stessi.
Per l'esecuzione dei prelevamenti, il Nucleo costituiva, in base alle esigenze, 1 o più Convogli Speciali fino ad un massimo di 3, il cui comando veniva assunto dai 2 Comandanti di Sezione facenti parte del Nucleo stesso e, quando necessario, dal Comandante della Sezione Munizioni Convenzionali.
Durante il movimento, la sicurezza dei 3 Convogli Speciali era garantita da una scorta da una Minore Unità dei Carabinieri, leggesi Carabinieri della Compagnia Carabinieri "Aquileia" (Portogruaro).
Con "Compiti Normali" poteva approvvigionarsi di:
- 30 colpi completi per Pezzo, al seguito nei Nuclei Schieramento (NuSchm) dello Scaglione Combattimento (ScC)
- 35 colpi completi per Pezzo, ai Nuclei Servizi dello Scaglione Combattimento (ScC)
- 35 colpi completi per Pezzo, ai Nuclei Logistici Munizioni dello Scaglione Trasporti (ScTra)

Quindi in totale poteva contare su:
- (30 + 35 + 35) colpi convenzionali x 4 pezzi x 3 batterie = 1.200 colpi convenzionali (granate normali).

Il 70% (840 colpi) con Granate H.E. M106 a percussione e il 30% (360 colpi) con Granate H.E. M106 a tempo.
Per i Gr.A.Pe. a T.M. - Gruppi Artiglieria Pesante a Traino Meccanico (1º "Adige" e 9º "Rovigo") e per il Gr.A.Pe.Sem. - Gruppo Artiglieria Pesante Semovente (27º "Marche") mon erano previsti "accompagnamenti e/o tutele" di fucilieri come per gli altri Reparti "nucleari" (3º Gruppo missili "Volturno", durante le operazioni di trasferimento in teatro operativo, esistevano però nell'articolazione tattica (vedi Allegato alla Pubblicazione nº 6033 dello S.M.E. Stato Maggiore dell'Esercito - Ispettorato Arma Artiglieria) in ogni Gruppo d'Artiglieria 2 Nuclei:
- N.Di.V. - Nucleo Difesa Vicina dello Schieramento d'Artiglieria
- N.Di.N.B.C. - Nucleo Difesa Nucleare Batteriologica Chimica

del Gruppo stesso, che avevano i compiti precipui della difesa del Reparto.
Essi erano esclusivamente preparati da "fanti" per la difesa del Gruppo stesso.
La loro consistenza numerica era pari al 14,15% della forza-uomo (ossia 64 uomini) del Gruppo stesso.
La consistenza numerica dei 2 sopraccitati Nuclei era di:
- N.Di.V. - Nucleo Difesa Vicina dello Schieramento d'Artiglieria (diviso in 4 Squadre):
  - 4 sottufficiali
  - 17 graduati
  - 32 militari di truppa
  - 3 autocarri leggeri ACL75
  - 4 Stazioni Radio Pl./Cp. CPRC/26
  - 4 Pistole Beretta M34 con 14 proiettili l'una (ossia: 2 caricatori da 7 proiettili da 9×17 mm (detti anche 9 mm Corto o .380 ACP))
  - 4 Fucili Beretta Fucile Automatico Leggero F.A.L. BM59 Mod. I "Ital" con 60 proiettili l'uno (ossia: 3 caricatori da 20 proiettili da 7,62×51 mm NATO) e baionette
  - 49 Fucili Beretta Garand Modd. 51/M1 o 51/T2. con 56 proiettili l'uno (ossia: 7 caricatori da 8 proiettili da 7,62×51 mm NATO) e baionette
  - 16 Mitragliatrici Bivalenti Beretta MG42/59 con 500 proiettili l'uno (ossia: 2 cassette da 5 nastri da 50 proiettili da 7,62×51 mm NATO)
  - 16 Lanciarazzi Controcarri Super Bazooka M20 cal.89.

per un totale di 53 uomini.
- N.Di.N.B.C. - Nucleo Difesa Nucleare Batteriologica Chimica (diviso in 2 Squadre):
  - 1 sottufficiale
  - 4 graduati
  - 6 militari di truppa
  - 1 autocarro medio ACM80 con Rimorchio da 1 ton
  - 2 Stazioni Radio Cp./Btg. AN/PRC9
  - 1 Pistola Beretta M34 con 14 proiettili (ossia: 2 caricatori da 7 proiettili da 9×17 mm (detti anche 9 mm Corto o .380 ACP))
  - 1 Fucile Beretta Fucile Automatico Leggero F.A.L. BM59 Mod. I "Ital" con 60 proiettili (ossia: 3 caricatori da 20 proiettili da 7,62×51 mm NATO) e baionetta
  - 10 Fucili Beretta Garand Modd. 51/M1 o 51/T2. con 56 proiettili l'uno (ossia: 7 caricatori da 8 proiettili da 7,62×51 mm NATO) e baionette

per un totale di 11 uomini.

### Il munizionamento convenzionale
I Gruppi di Artiglieria Pesante, armati con calibri da 203, potevano essere dotati del seguente munizionamento convenzionale:
| Granata       | Calibro         | Lunghezza        | Peso            | Materiale | Testata | Modello | Rendimento | Contenuto | Modalità | Spoletta      | Produzione | Periodo          | Ritiro |
| ------------- | --------------- | ---------------- | --------------- | --------- | ------- | ------- | ---------- | --------- | -------- | ------------- | ---------- | ---------------- | ------ |
| HE M106 Shell | 8 in 203,192 mm | ?? in ???,??? mm | 200 lb 90,72 kg | Acciaio   | -       | -       | -          | Tritolo   | -        | A percussione | ???? pezzi | dal ???? al ???? | ????   |
| HE M106 Shell | 8 in 203,192 mm | ?? in ???,??? mm | 200 lb 90,72 kg | Acciaio   | -       | -       | -          | Tritolo   | -        | A tempo       | ???? pezzi | dal ???? al ???? | ????   |

### Il munizionamento speciale (nucleare)
I Gruppi di Artiglieria Pesante, armati con calibri da 203, potevano essere dotati del seguente munizionamento speciale (nucleare), stoccato nel Sito Pluto di Longare (VI):
| Granata               | Calibro         | Lunghezza          | Peso               | Materiale | Testata | Modello | Rendimento           | Contenuto                       | Modalità                  | Spoletta                        | Produzione | Periodo                          | Ritiro                     |
| --------------------- | --------------- | ------------------ | ------------------ | --------- | ------- | ------- | -------------------- | ------------------------------- | ------------------------- | ------------------------------- | ---------- | -------------------------------- | -------------------------- |
| M422 AFAP T-317       | 8 in 203,192 mm | 37 in 939,763 mm   | 240 108,864 kg     | Titanio   | W-33    | Mod. 0  | 0,5 kt (Y1)          | HEU Uranio Altamente Arricchito | Fusione                   | Meccanica a tempo Di prossimità | 2000 pezzi | dal Gennaio 1957 al Gennaio 1965 | Settembre 1992             |
| M422 AFAP T-317       | 8 in 203,192 mm | 37 in 939,763 mm   | 243 lb 110,2248 kg | Titanio   | W-33    | Mod. 1  | 40,0 kt (Y2)         | HEU Uranio Altamente Arricchito | Fusione                   | Meccanica a tempo Di prossimità | ???? pezzi | dal Gennaio 1957 al Gennaio 1965 | Settembre 1992             |
| M422 AFAP T-317       | 8 in 203,192 mm | 37 in 939,763 mm   | 243 lb 110,2248 kg | Titanio   | W-33    | Mod. 1  | 10,0 kt (Y3)         | HEU Uranio Altamente Arricchito | Fusione                   | Meccanica a tempo Di prossimità | ???? pezzi | dal Gennaio 1957 al Gennaio 1965 | Settembre 1992             |
| M422 AFAP T-317       | 8 in 203,192 mm | 37 in 939,763 mm   | 243 lb 110,2248 kg | Titanio   | W-33    | Mod. 1  | 5,0 kt (Y4)          | HEU Uranio Altamente Arricchito | Fusione                   | Meccanica a tempo Di prossimità | ???? pezzi | dal Gennaio 1957 al Gennaio 1965 | Settembre 1992             |
| M??? AFAP T-???       | 8 in 203,192 mm | ?? in ???,??? mm   | ??? lb ???,??? kg  | ???       | W-75    | Mod. 0  | 0,1 kt / 2,0 kt (Y1) | HEU Uranio Altamente Arricchito | Fusione                   | ???                             | ???? pezzi | dal 1969 al 1973                 | 1973                       |
| M753 AFAP (ER) XM-753 | 8 in 203,192 mm | 44 in 1.117,556 mm | 200 lb 90,72 kg    | Titanio   | W-79    | Mod. 0  | 0,1 kt (Y1)          | Plutonio                        | Bomba a neutroni Fissione | Di prossimità A percussione     | 325 pezzi  | dal Luglio 1981 all'Agosto 1986  | dal Settembre 1992 al 2003 |
| M753 AFAP (ER) XM-753 | 8 in 203,192 mm | 44 in 1.117,556 mm | 200 lb 90,72 kg    | Titanio   | W-79    | Mod. 0  | 0,7 kt (Y2)          | Plutonio                        | Bomba a neutroni Fissione | Di prossimità A percussione     | >??? pezzi | dal Luglio 1981 all'Agosto 1986  | Settembre 1992 al 2003     |
| M753 AFAP (ER) XM-753 | 8 in 203,192 mm | 44 in 1.117,556 mm | 200 lb 90,72 kg    | Titanio   | W-79    | Mod. 0  | 1,1 kt (Y3)          | Plutonio                        | Bomba a neutroni Fissione | Di prossimità A percussione     | ??? pezzi  | dal Luglio 1981 all'Agosto 1986  | Settembre 1992 al 2003     |
| M753 AFAP (ER) XM-753 | 8 in 203,192 mm | 44 in 1.117,556 mm | 200 lb 90,72 kg    | Titanio   | W-79    | Mod. 1  | 0,8 kt (Y1)          | Plutonio                        | Fissione                  | Di prossimità A percussione     | 225 pezzi  | dal Luglio 1981 all'Agosto 1986  | Settembre 1992 al 2003     |

## Attività addestrativa
Il 9º Gr.A.Pe. svolgeva un'intensa attività addestrativa allo scopo di accertare il livello addestrativo raggiunto e l'operatività del Reparto.
Le esercitazioni venivano svolte in zone addestrative lontane dalla Sede Stanziale (Verona) ed erano:
- di impiego operativo:
  - erano continuative, avevano cadenza mensile con durata media di 3 giorni ed includevano il pernottamento fuori sede. Venivano sperimentate tutte le procedure relative allo svolgimento di una missione di fuoco e veniva attuato e verificato l'addestramento individuale al combattimento, l'addestramento anti N.B.C. (Nucleare Batteriologico Chimico) individuale e di Reparto e
  - l'amalgama al tiro di Batteria;

le aree utilizzate erano quelle site sul greto del Fiume Brenta in corrispondenza dei Comuni di Fontaniva (PD) e Grantorto (PD); con affiancamento di reparti Statunitensi;
- di impiego N.A.T.O.:
  - erano continuative, con durata media di 5 giorni e venivano svolte nell'ambito dello Scacchiere Nord-Est. Anche queste esercitazioni prevedevano lo svolgimento di missioni di fuoco ed addestramento al combattimento ed alla difesa N.B.C.;

le aree utilizzate erano quelle demaniali del Fiume Torre a Sud di Udine ed il greto del torrente Fella nei pressi di Tolmezzo (UD); con affiancamento di reparti Statunitensi;
- di impiego a fuoco:
  - due all'anno si svolgevano presso il Poligono Militare di Monte Romano, nella Tuscia Laziale, rispettivamente a primavera inoltrata ed in autunno. In tali occasioni, il 9º Gr.A.Pe. si trasferiva con personale e mezzi al completo presso la Base Logistica di Monte Romano, ed effettuava mediamente, per ogni ciclo annuale 7/8 giornate di tiro di amalgama di Batteria e di Gruppo; almeno fino al 1979 le esercitazioni di impiego a fuoco si svolgevano anche presso il poligono di tiro sito nei pressi di Corniglio (PR), a primavera inoltrata.
- di tiro con le armi portatili:
  - con cadenza mensile venivano svolte nel Poligono Militare di Salorno, nel Poligono Militare di San Maurizio e nel Poligono Militare di Santa Felicita - Romano d'Ezzelino, effettuando il ciclo di tiri (fucili: Garand M1/T2 e FAL BM 59, mitragliatrice: MG 42/59 e bomba a mano: SRCM) previsto dalla normativa per ciascun scaglione di artiglieri che si avvicendava al Gruppo.

## Consistenza numerica ed organizzazione tattico-operativa (1972/1989)
Un Gruppo d'Artiglieria Pesante a Traino Meccanico (come lo erano il 1º Gr.A.Pe. "Adige" ed il 9º Gr.A.Pe. "Rovigo") aveva questa consistenza numerica:
- 34 ufficiali
- 46 sottufficiali
- 81 graduati
- 376 militari di truppa

per un totale di 537 uomini.
L'organizzazione tattico-operativa di un Gruppo d'Artiglieria si basa su queste unità base:
- (Pz) Pezzo (il singolo pezzo d'artiglieria, obice 203/25 o cannone 155/45)
- (Ln) Linea (4 Pezzi)
- (Nu) Nucleo 2º Livello
- (Sez) Sezione (2 Pezzi)
- (Btr) Batteria (2 Sezioni)
- (NU) Nucleo 1º Livello
- (Sc) Scaglione
- (Gr) Gruppo (3 Batterie obici + Batteria Comando e Servizi)
- (Rgt) Reggimento (più Gruppi)
- (Rpt) Raggruppamento (più Reggimenti)

sono stati inseriti, per completezza, anche gli SCAGLIONI, i NUCLEI (di 1º e di 2º Livello) e le LINEE che erano partizioni organizzative tattiche.

### Articolazione tattico-operativa con "Compiti Speciali"
Il 9º Gr.A.Pe. Gruppo Artiglieria Pesante "Rovigo" armato con Obici da 203/25 in articolazione tattico-operativa con "Compiti Speciali" (proiettili con munizionamento nucleare) si divideva in 2 Scaglioni:
- ScC (Scaglione Combattimento) [ Tenente colonnello o maggiore - Comandante di Gruppo], che si divideva in 4 Nuclei:
  - NUCGr (Nucleo Comando Gruppo) [ Tenente colonnello o maggiore - Comandante di Gruppo], che si divideva in 8 Nuclei:
    - NuCG (Nucleo Comando Gruppo) [ Tenente colonnello o maggiore - Comandante di Gruppo]
    - NuO (Nucleo Osservazione) [Ufficiale Subalterno - Ufficiale Osservatore]
    - NuC (Nucleo Collegamento) [ Capitano - Ufficiale Collegamento]
    - NuR (Nucleo Ricognizione) [ Maggiore - Capo Centro Tiro]
    - NuPC (Nucleo Posto Comando) [ Capitano - Aiutante Capo Centro Tiro]
    - NuDiNBC (Nucleo Difesa N.B.C. Nucleare Batteriologica Chimica) [Sottufficiale - Comandante NuDiNBC]
      - 2 SqDiNBC (Squadra Difesa N.B.C. Nucleare Batteriologica Chimica) [Graduato - Comandante SqDiNBC]

    - NuDiV (Nucleo Difesa Vicina) [Graduato]
    - NuPoMe (Nucleo Posto Medicazione) [Ufficiale Subalterno - Ufficiale Medico]

  - 3 NUBtr (Nucleo Batteria Obici 203/25) [ Capitano - Comandante Batteria], ognuno dei 3 Nuclei si divideva in ulteriori 5 Nuclei:
    - NuO (Nucleo Osservazione) [ Capitano - Comandante Batteria]
    - NuR (Nucleo Ricognizione) [Ufficiale Subalterno - Sotto Comandante Batteria]
    - NuSchm (Nucleo Schieramento) [Ufficiale - Comandante Sezione Anziano / Ufficiale Tiro], che si divideva in 2 Linee:
      - LnPz (Linea Pezzi) [Ufficiale Subalterno - Comandante di Sezione Giovane], che comprendeva:
        - 4 Pz (Pezzi) [Sottufficiale - Capo Pezzo]

      - LnCT (Linea Comando e Trasmissioni) [Ufficiale - Comandante Sezione Anziano / Ufficiale Tiro] che era il Comando e le Trasmissioni di Linea

    - NuDiV (Nucleo Difesa Vicina) [Graduato]
    - NuS (Nucleo Servizi-Munizionamento) [Graduato]

- ScTra (Scaglione Trasporti) [ Capitano - Comandante B.C.S. Batteria Comando e Servizi], che si divideva in 1 Nucleo:
  - NULgstBCS (Nucleo Logistico Batteria Comando e Servizi) [ Capitano - Comandante B.C.S. Batteria Comando e Servizi], che si divideva in 6 Nuclei:
    - NuCBCdoS (Nucleo Comandante Batteria Comando e Servizi) [ Capitano - Comandante B.C.S. Batteria Comando e Servizi]
    - NuMagt (Nucleo Maggiorità) [ Capitano - Aiutante Maggiore]
    - NuRif (Nucleo Rifornimenti [Sottufficiale - Addetto Rifornimenti]
    - NuMant (Nucleo Manutenzione) [Ufficiale Subalterno - Comandante Sezione)
    - NuMuConv (Nucleo Munizioni Convenzionali) [Ufficiale - Comandante Sezione Munizioni]
    - NuMuSpec (Nucleo Munizioni Speciali) [Ufficiale - Comandante Sezione]

Tra parentesi tonde (...) si è indicato il nome in esteso della ripartizione, mentre tra parentesi quadre [...] si è indicato il grado e la funzione comandante della ripartizione stessa.

### Articolazione tattico-operativa con "Compiti Convenzionali"
Il 9º Gr.A.Pe. Gruppo Artiglieria Pesante "Rovigo" armato con Obici da 203/25 in articolazione tattico-operativa con "Compiti Convenzionali" (proiettili con munizionamento convenzionale) si divideva in:
- 1 ScC (Scaglione Combattimento) [Tenente colonnello o maggiore - Comandante di Gruppo] formato da:
  - 1 NUCGr (Nucleo Comando Gruppo) [Tenente colonnello o maggiore - Comandante di Gruppo]
  - 3 NUBtr (Nucleo Batteria obici 203/25 o Cannoni 155/45) [Capitano - Comandante Batteria]
- 1 ScTra (Scaglione Trasporti) [Capitano - Comandante B.C.S. Batteria Comando e Servizi] formato da:
  - 1 NULgstBCS (Nucleo Logistico Batteria Comando e Servizi) [Capitano - Comandante B.C.S. Batteria Comando e Servizi]

Il NUCGr (Nucleo Comando Gruppo) si divideva in:
- NuCG (Nucleo Comando Gruppo) [Ten.Col. o Magg. - Comandante di Gruppo]
- NuO (Nucleo Osservazione) [Uff.Sub. - Ufficiale Osservatore]
- NuC (Nucleo Collegamento) [Cap. - Ufficiale Collegamento]
- NuR (Nucleo Ricognizione) [Magg. - Capo Centro Tiro]
- NuPC (Nucleo Posto Comando) [Cap. - Aiutante Capo Centro Tiro]
- NuDiNBC (Nucleo Difesa N.B.C. Nucleare Batteriologica Chimica) [Sottuff. - Comandante Squadra NBC]
  - 2 SqDiNBC (Squadra Difesa N.B.C. Nucleare Batteriologica Chimica) [Graduato - Comandante SqDiNBC]
- NuDiV (Nucleo Difesa Vicina) [Graduato]
- NuPoMe (Nucleo Posto Medicazione) (Ufficiale Subalterno - Ufficiale Medico]

I 3 NUBtr (Nucleo Batteria obici 203/25 o Cannoni 155/45) si dividevano ognuno in:
- NuO (Nucleo Osservazione) [Capitano - Comandante Batteria]
- NuR (Nucleo Ricognizione) [Ufficiale Subalterno - Sotto Comandante Batteria]
- NuSchm (Nucleo Schieramento) [Ufficiale Subalterno - Comandante Sezione Anziano / Ufficiale Tiro] si divideva in:
  - LnPz (Linea Pezzi) [Ufficiale Subalterno - Comandante di Sezione Giovane] che comprendeva:
    - 4 Pz (Pezzi) [Sottufficiale/Graduato - Capo Pezzo]

  - LnCT (Linea Comando e Trasmissioni) [Ufficiale Subalterno - Comandante Sezione Anziano / Ufficiale Tiro] che era il Comando e le Trasmissioni di Linea
- NuDiV (Nucleo Difesa Vicina) [Graduato]
- NuS (Nucleo Servizi) [Graduato], questo NuS (Nucleo Servizi) era il Nu (Nucleo) dei munizionamenti

Il NULgstBCS (Nucleo Logistico Batteria Comando e Servizi) si divideva in:
- NuCBCdoS (Nucleo Comandante Batteria Comando e Servizi) [Capitano - Comandante B.C.S. Batteria Comando e Servizi]
- NuMagt (Nucleo Maggiorità) [capitano - Aiutante Maggiore]
- NuRif (Nucleo Rifornimenti [Sottufficiale - Addetto Rifornimenti]
- NuMant (Nucleo Manutenzione) [Ufficiale Subalterno - Comandante Sezione Comando e Servizi]
- NuMuConv (Nucleo Munizioni Convenzionali) [Ufficiale Subalterno - Comandante Sezione Munizioni]
- NuMuSpec (Nucleo Munizioni Speciali) [Ufficiale Subalterno - Comandante Sezione Munizioni]

Tra parentesi tonde (...) si è indicato il nome in esteso della ripartizione, mentre tra parentesi quadre [...] si è indicato il grado e la funzione comandante della ripartizione stessa.
Gruppi Artiglieria Pesanti Campali (Gr.A.Pe.Cam.) a Traino Meccanico (T.M.) con Obici da 155/23, invece, avevano, anche loro, questa articolazione tattica con "Compiti Convenzionali" (dal 1972 al 1989) con la sola differenza che la LnPz (Linea Pezzi) era formata non da 4 Obici da 203/25 ma da 6 Obici da 155/23.

## Compiti operativi
Il Gruppo Artiglieria Pesante a Traino Meccanico (Gr.A.Pe.T.M. da Cannoni 155/45 o Obici 203/25) era inquadrato nel Reggimento Artiglieria Pesante supporto del Corpo d'Armata; poteva, altresì, essere inquadrato nel Reggimento di Artiglieria Pesante Campale supporto al Corpo d'Armata o anche essere Autonomo (solo se equipaggiato con Obici 203/25) se destinato a "Compiti Particolari" (fuoco con granate nucleari).
I Gr.A.Pe.Cam. a T.M. e i Gr.A.Pe. a T.M. di supporto al Corpo d'armata potevano assumere ai fini dell'impiego tattico le seguenti forme di ordinamento tattico:
- costituire la massa di manovra del Corpo d'armata, di norma variamente riuniti in Raggruppamenti di Artiglieria (di concorso, con compiti misti, di controbatteria e interdizione lontana). Quando necessario per soddisfare particolari esigenze (assicurare la continuità di fuoco in particolari tratti del settore, fornire concorso di fuoco a Grandi Unità contigue, ecc.), qualche Gruppo (soprattutto se di Artiglieria Pesante) poteva essere tenuto alle dipendenze dirette del Comando Artiglieria del Corpo d'armata;
- essere decentrati alle Grandi Unità Elementari di 1ª Schiera (solo i Gruppi di Artiglieria Pesante), al fine di adeguare le possibilità di fuoco delle relative aliquote di manovra al compito assegnato alle Grandi Unità.

Il Gruppo Artiglieria Pesante (Gr.A.Pe.) poteva anche avere, come detto, “Compiti Particolari”, cioè una capacità di fuoco con l'utilizzo di granate nucleari.
Quando ciò avveniva il Gruppo diveniva Unità Autonoma, e poteva:
- agire alle dipendenze del Capo Centro Fuoco di Corpo d'Armata, eventualmente orientato a favore delle Grandi Unità Elementari di 1a Schiera dipendenti dal Corpo d'Armata;
- essere decentrato a Grandi Unità Elementari di 1ª Schiera, generalmente per aliquote di 1 o 2 Batterie, ciascuna delle quali agisce alle dipendenze del Centro Operativo (Nucleo per l'Impiego del Fuoco Superficiale) del Comando della Grande Unità Elementare di 1a Schiera cui è decentrata.

In ambedue i casi la fisionomia di Unità Autonoma d'impiego viene assunta dalla Batteria, in quanto ciascuna delle 3 Batterie del Gruppo agisce isolatamente, assumendo uno schieramento autonomo in dipendenza dei compiti che le sono stati assegnati.
In particolari circostanze, la Batteria (4 Pezzi) poteva altresì scindersi in 2 Sezioni (2 Pezzi ognuna), ciascuna delle quali, inquadrata da un proprio Posto Comando, poteva agire isolatamente, assumendo uno schieramento autonomo, e diventare, quindi, Unità Autonoma.

## I Comandanti
I nomi dei Comandanti dei vari Reparti dal 1926 al 1995 sono i seguenti:
VI Centro Contraerei (??.10.1926-31.05.1930):
- ??.10.1926-31.05.1930 - Col. Leopoldo De Perfetti Ricasoli

9º Reggimento Artiglieria Pesante (01.06.1930-00.10.1934):
- 01.06.1930-??.??.193? - Col. Leopoldo De Perfetti Ricasoli
- ??.??.193?-??.??.193? - Col. Filippo Barberis
- ??.??.193?-??.??.193? - Col. Giacomo Romano
- ??.??.193?-??.??.193? - Col. Eugenio Profumi
- ??.??.193?-??.10.1934 - Ten.Col. Silvio Tenaglia (interinale)

9º Reggimento Artiglieria d'Armata (??.10.1934-14.06.1937):
- ??.10.1934-??.??.1936 - Col. Guido Cipriani
- ??.??.1936-14.06.1937 - Col. Francesco Tessore

9º Reggimento Guardia alla Frontiera (15.06.1937-??.05.1940):
- 15.06.1937-??.05.1940 - Col. Aldo Menghini

9º Raggruppamento Artiglieria Guardia alla Frontiera (??.05.1940-08.09.1943):
- ??.05.1940-08.09.1943 - Col. Aldo Menghini

9º Raggruppamento Artiglieria d'Armata (??.??.1939-08.09.1943):
- ??.??.1939-08.09.1943 - Col. Mario Onorati

9º Reggimento Artiglieria Pesante (01.09.1950-??.09.1973):
- 01.09.1950-??.??.195? - Col. Carlo Argan Chiesa
- ??.??.19??-??.??.19?? - Col. Gaetano Di Grazia
- ??.??.19??-??.??.19?? - Col. Eugenio De Santis
- ??.??.19??-??.??.19?? - Col. Gaetano Sirchia
- ??.??.19??-??.??.19?? - Col. Arrigo Manfrin
- ??.??.19??-??.??.19?? - Col. Vito Caruso
- ??.??.19??-??.??.19?? - Col. Alfredo Mazzi
- ??.??.19??-??.??.19?? - Col. Giuseppe Bonsignore
- ??.??.19??-??.??.19?? - Col. Giuseppe Consoli
- ??.??.19??-??.??.19?? - Col. Franco Cenni
- ??.??.19??-??.??.19?? - Col. Vincenzo Cicinnati
- ??.??.19??-??.??.19?? - Col. Massimo Composto
- ??.??.19??-??.??.19?? - Col. Luciano Polo
- ??.??.19??-??.??.19?? - Col. Guido Padoan
- ??.??.19??-??.??.19?? - Col. Dario de Sanctis
- ??.??.197?-??.09.1973 - Col. Bruno Leoni

XV Gruppo Artiglieria Pesante (01.10.1959-01.10.1975):
- 01.10.1959-??.??.196? - Magg. Enzo Chiorando
- ??.??.19??-??.??.19?? - Ten.Col. Fortunato Frigo
- ??.??.19??-??.??.19?? - Magg. Armando Castrale
- ??.??.19??-??.??.19?? - Ten.Col. Enea Multineddu
- ??.??.19??-??.??.19?? - Ten.Col. Alessandro Daneri
- ??.??.19??-??.??.19?? - Ten.Col. Salvatore Gallo
- ??.??.19??-??.??.19?? - Ten.Col. Renato De Mola
- ??.??.197?-01.10.1975 - Ten.Col. Ferruccio Gabbiani

9º Gruppo Artiglieria Pesante "Rovigo" (01.10.1975-28.09.1992):
- 01.10.1975-??.??.1976 - Ten.Col. Ferruccio Gabbiani
- ??.??.1976-??.??.1977 - Ten.Col. Giuseppe Vella
- ??.??.1977-??.??.1978 - Ten.Col. Domenico Miraglia
- ??.??.1978-??.??.1979 - Ten.Col. Fulvio Milocco
- 13.10.1979-19.10.1980 - Ten.Col. Rocco Brizzi
- ??.??.1980-??.??.1981 - Ten.Col. Sigfrido Gentile
- ??.??.1981-??.??.1982 - Ten.Col. Oneto Pagnoni
- ??.??.1982-??.??.1984 - Ten.Col. Tito Francullo
- ??.??.1984-??.??.1986 - Ten.Col. Beniamino Taleschi
- ??.??.1986-??.??.1988 - Ten.Col. Mario Zanrosso
- ??.??.1988-??.??.1990 - Ten.Col. Silvano Vecchi
- ??.??.1990-??.??.199? - Ten.Col. Vincenzo Lorusso
- ??.??.199?-28.09.1992 - Ten.Col. Mauro Massera

9º Gruppo Artiglieria Pesante Campale "Rovigo" (31.07.1992-08.09.1992):
- 31.07.1992-08.09.1992 - Ten.Col. Giuseppe Maccari

9º Reggimento Artiglieria Pesante Campale "Rovigo" (08.09.1992-25.09.1995):
- 08.09.1992-09.09.1993 - Col. Tommaso Mancini
- 09.09.1993-25.09.1994 - Col. t. SG Guido Dante Palmieri
- 25.09.1994-25.09.1995 - Col. Mauro Massera

## Galleria d'immagini

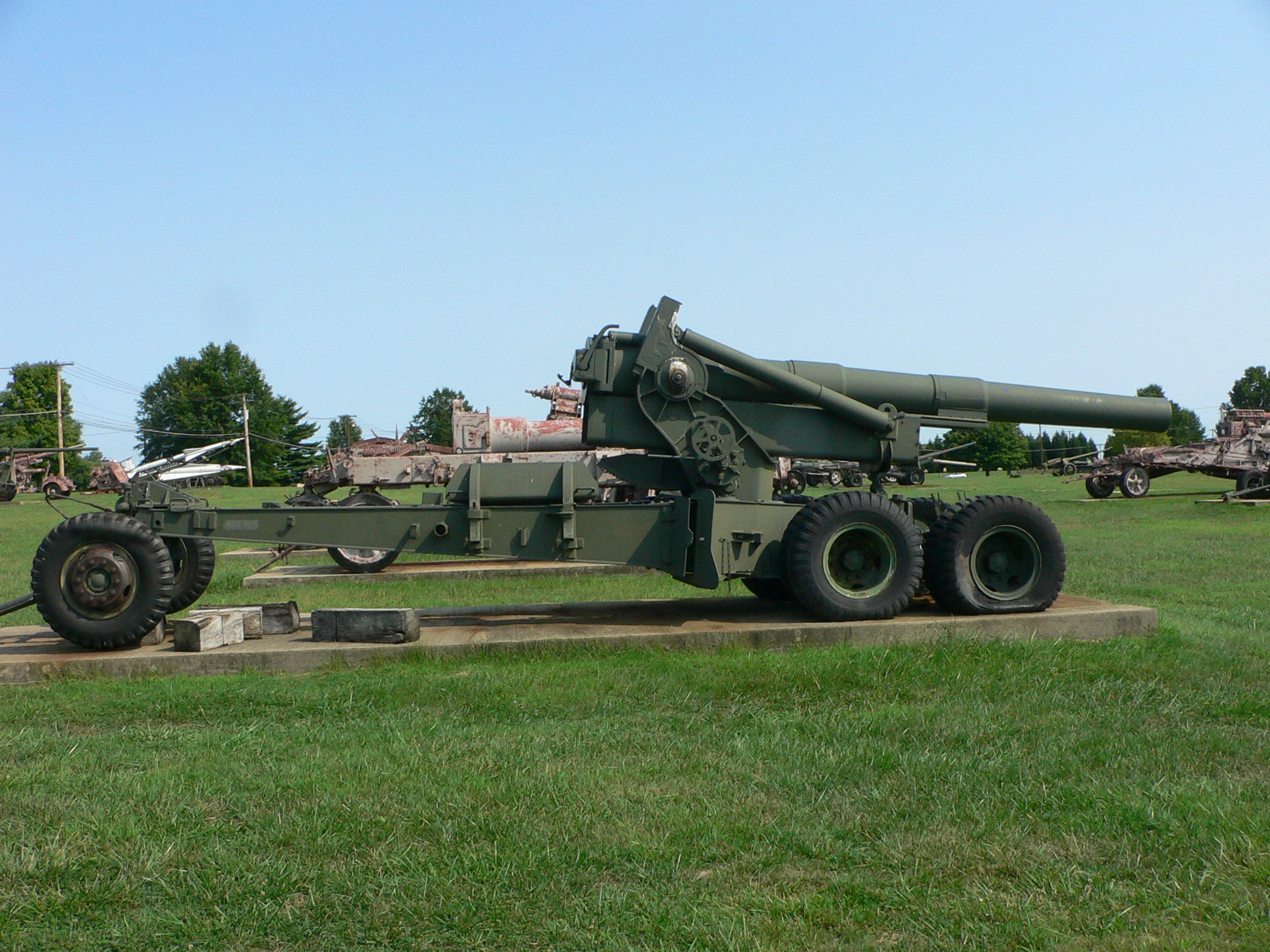
Obice da 203/25 (Howitzer M-115 - 8 Inch), detto "Cicciobello" o "Vecchio Lupo"
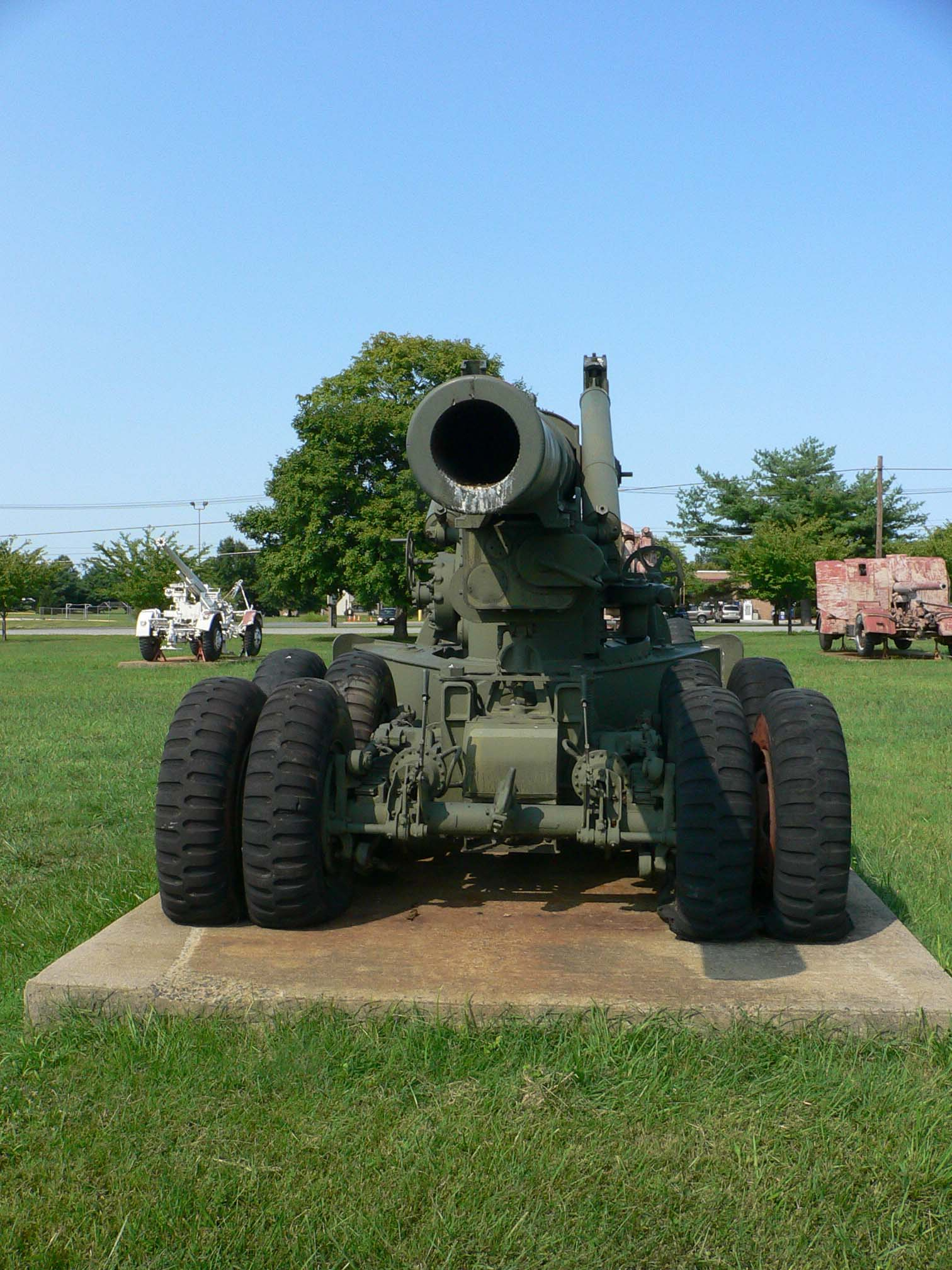
Altra immagine dell'obice da 203/25
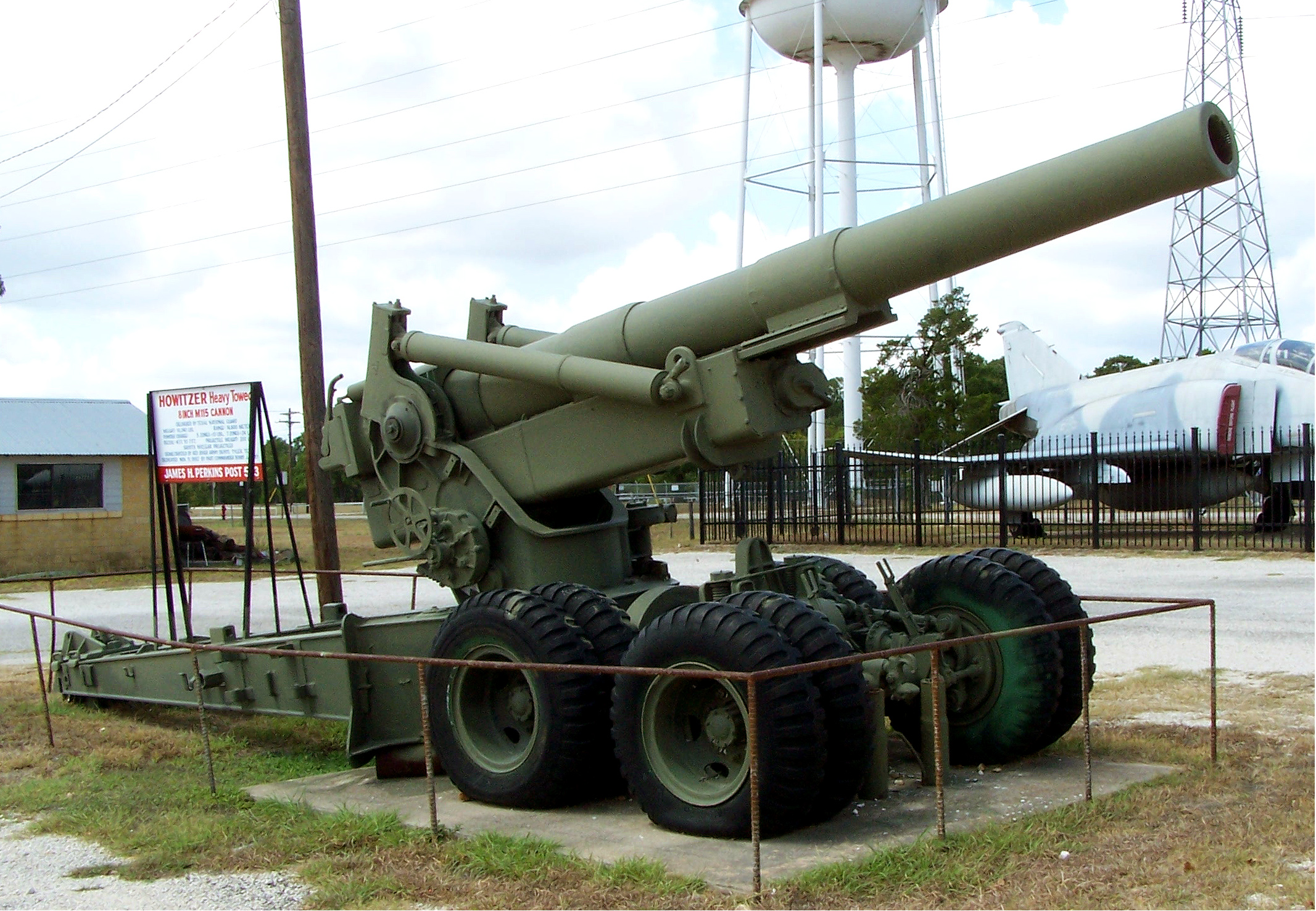
Altra immagine dell'obice da 203/25
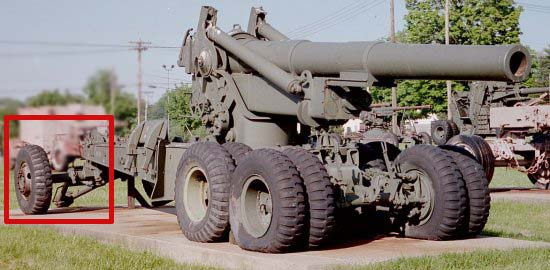
Altra immagine dell'obice da 203/25
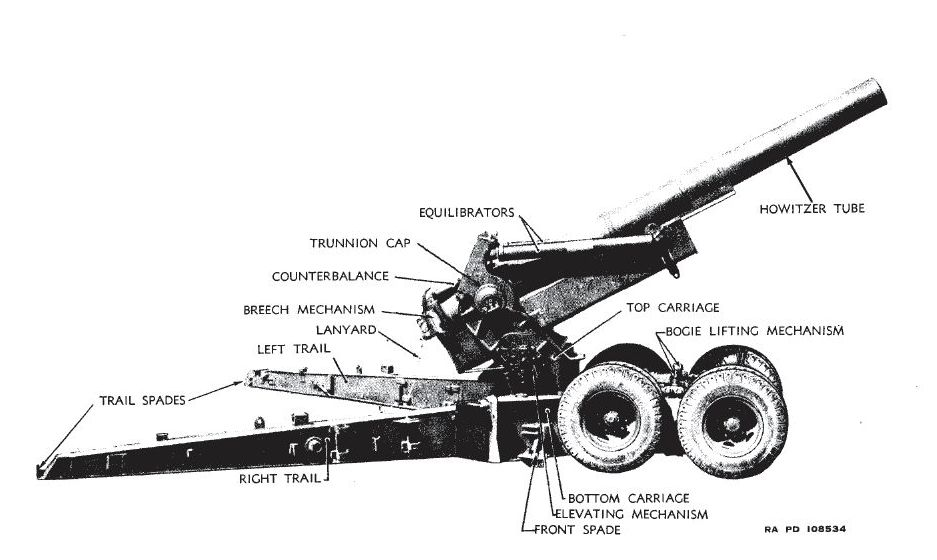
Schema di nomenclatura
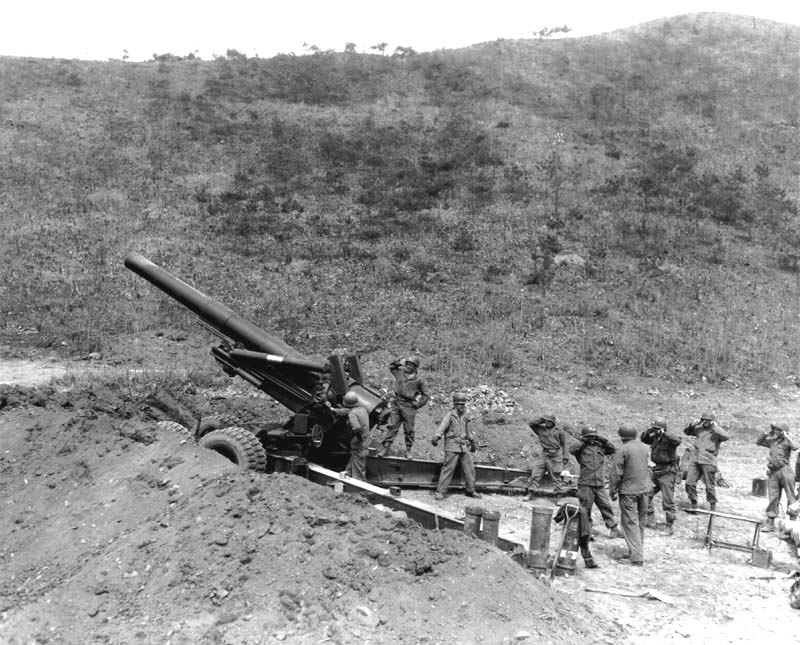
Foto di un obice da 203/25 (Howitzer M-115 - 8 Inch), detto "Cicciobello" o "Vecchio Lupo" statunitense durante la Guerra di Corea
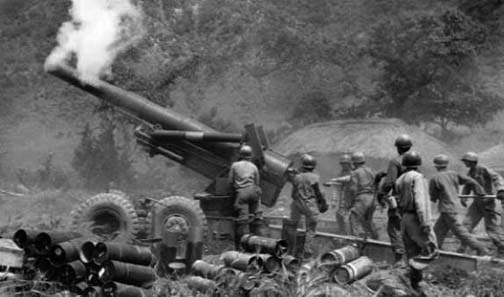
Foto di un obice da 203/25 (Howitzer M-115 - 8 Inch), detto "Cicciobello" o "Vecchio Lupo" statunitense durante la Guerra di Corea
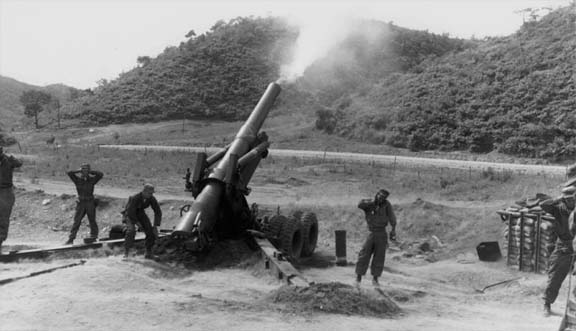
Foto di un obice da 203/25 (Howitzer M-115 - 8 Inch), detto "Cicciobello" o "Vecchio Lupo" statunitense durante la Guerra di Corea
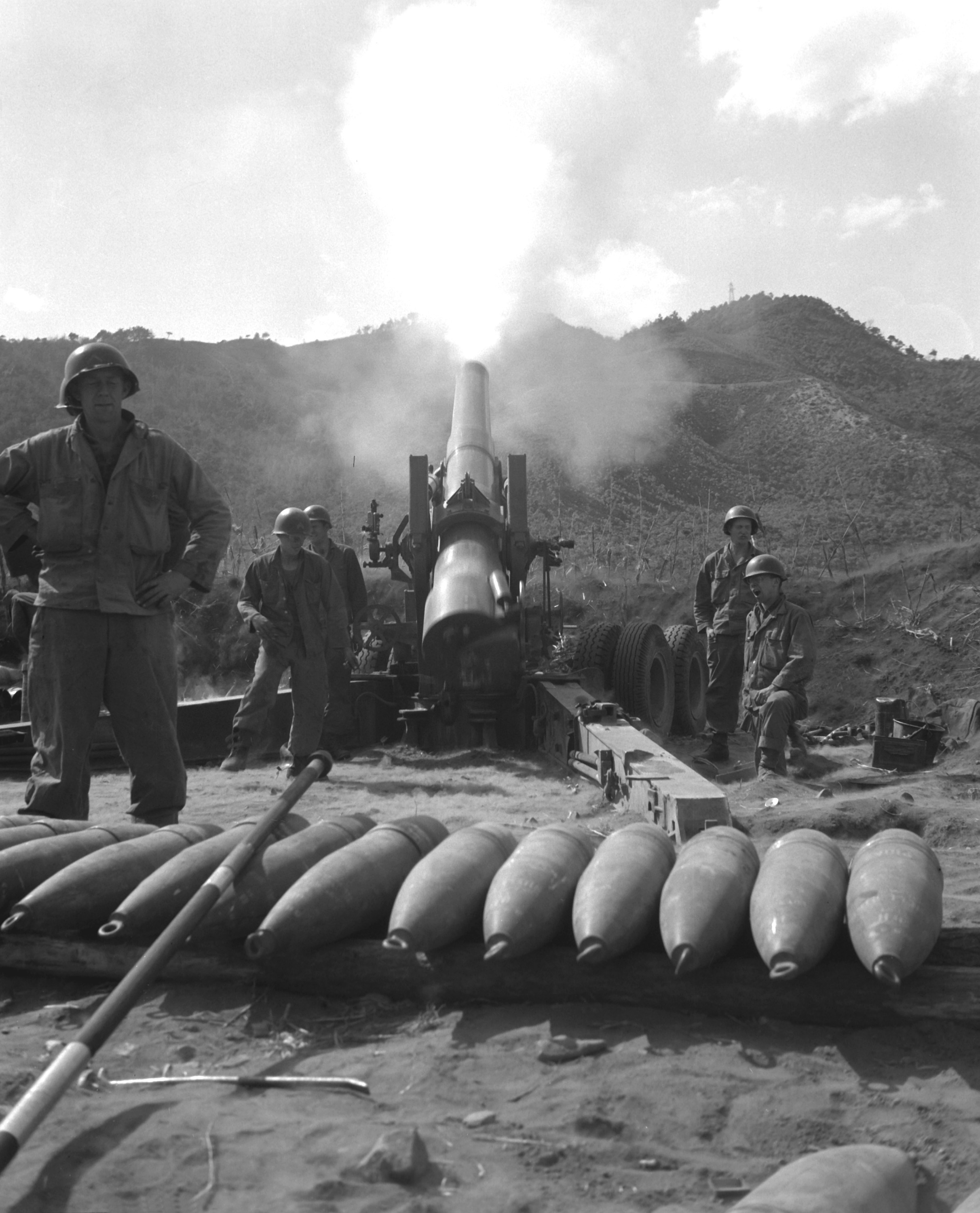
Foto di un obice da 203/25 (Howitzer M-115 - 8 Inch), detto "Cicciobello" o "Vecchio Lupo" statunitense durante la Guerra di Corea
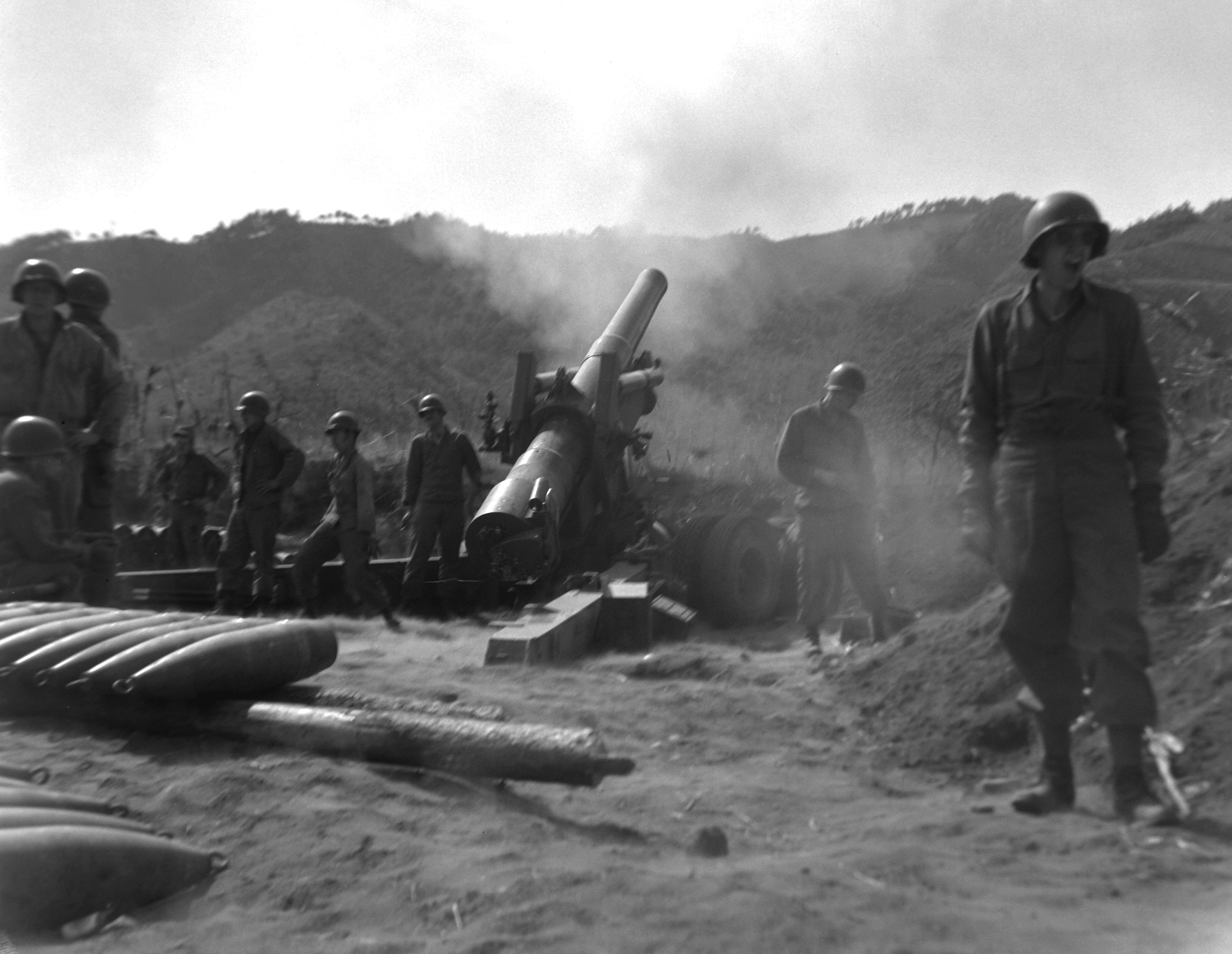
Foto di un obice da 203/25 (Howitzer M-115 - 8 Inch), detto "Cicciobello" o "Vecchio Lupo" statunitense durante la Guerra di Corea
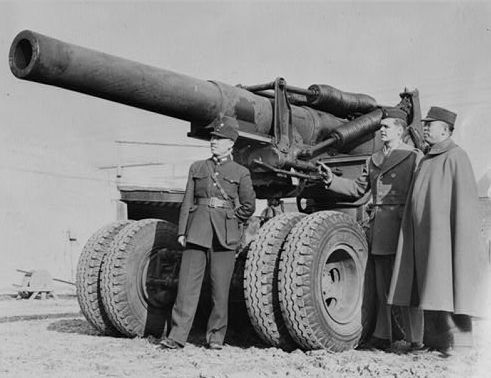
Foto di un obice da 203/25 (Howitzer M-115 - 8 Inch)
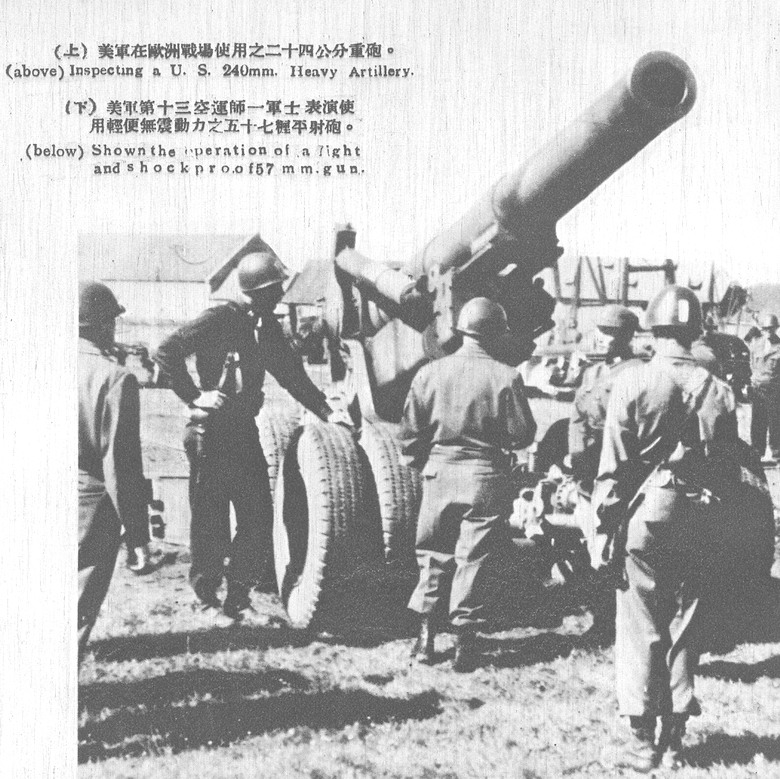
Foto di un obice da 203/25 (Howitzer M-115 - 8 Inch), detto "Cicciobello" o "Vecchio Lupo" statunitense durante la seconda guerra mondiale
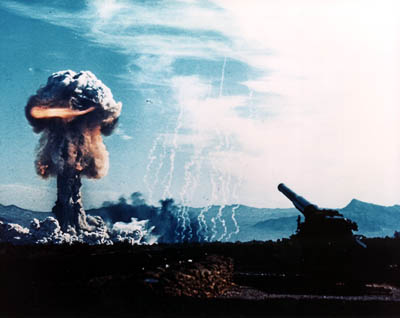
Test di artiglieria pesante con munizionamento nucleare
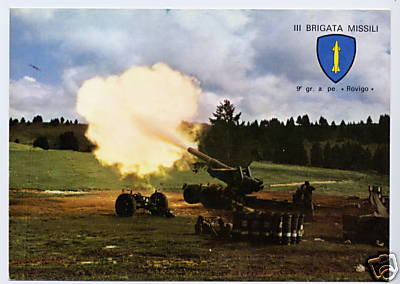
Cartolina E.I. 9º Gruppo Artiglieria Pesante "Rovigo"

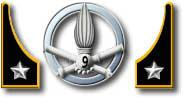
Fregio e mostrine
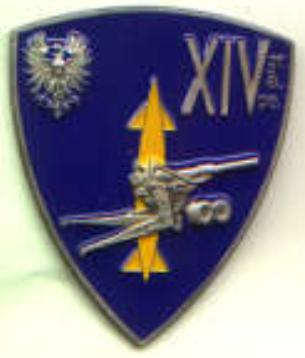
Distintivo pettorale del XIV Gruppo Artiglieria Pesante (1962-1975)
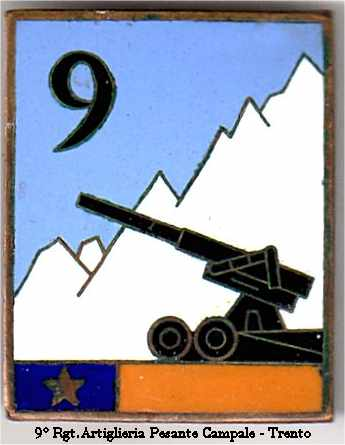
Distintivo pettorale del 9º Reggimento Artiglieria Pesante (1950-1973)
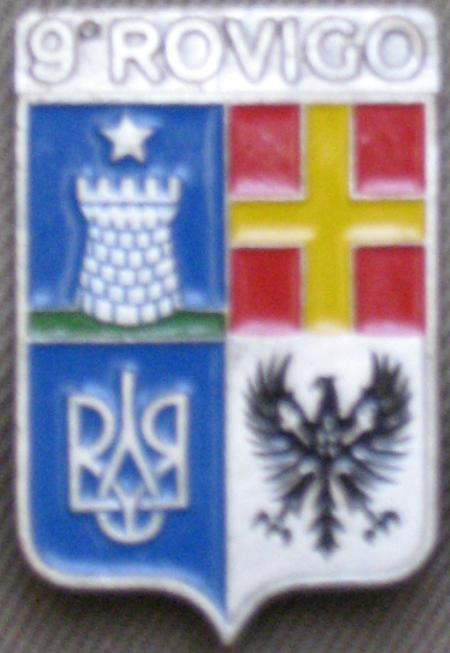
Distintivo pettorale del 9º Gruppo Artiglieria Pesante "Rovigo" (1978-1992)
Distintivo pettorale del 9º Gruppo Artiglieria Pesante Campale "Rovigo" (dal 1992)
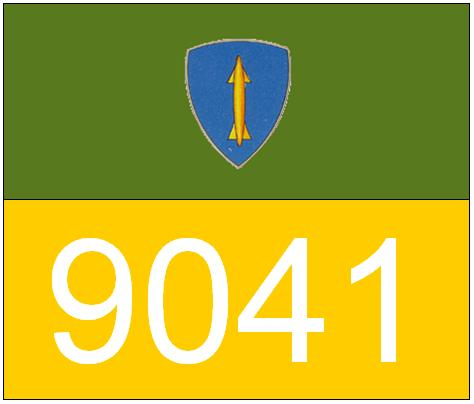
Stanag ante 1975 n° 9041 del XV Gruppo Artiglieria Pesante
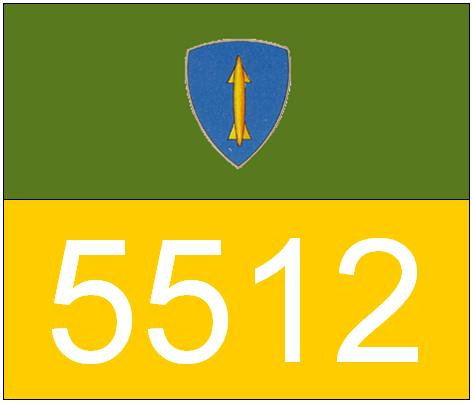
Stanag post 1975 n° 5512 del 9º Gruppo Artiglieria Pesante "Rovigo"